# Черемхів (Коломийський район)
Чере́мхів — село в Україні, у Коршівській сільській громаді Коломийського району Івано-Франківської області. Розташоване за 22 км від районного центру — міста Коломия. Залізнична станція. Населення — 1418 осіб.

## Географія
Село Черемхів межує із селами: Лісний Хлібичин із заходу, Коршів із сходу, Казанів та Лісна Слобідка із південного сходу, на півночі із селами Торговиця, Богородичин та Михалків. Через село проходить залізниця із Коломиї до Івано-Франківська та автомобільні дороги Івано-Франківськ-Коломия (Н-10), Черемхів-Обертин-Городенка. В селі розміщено залізничну зупинку «Черемхів» (зупиняються приміські поїзди).

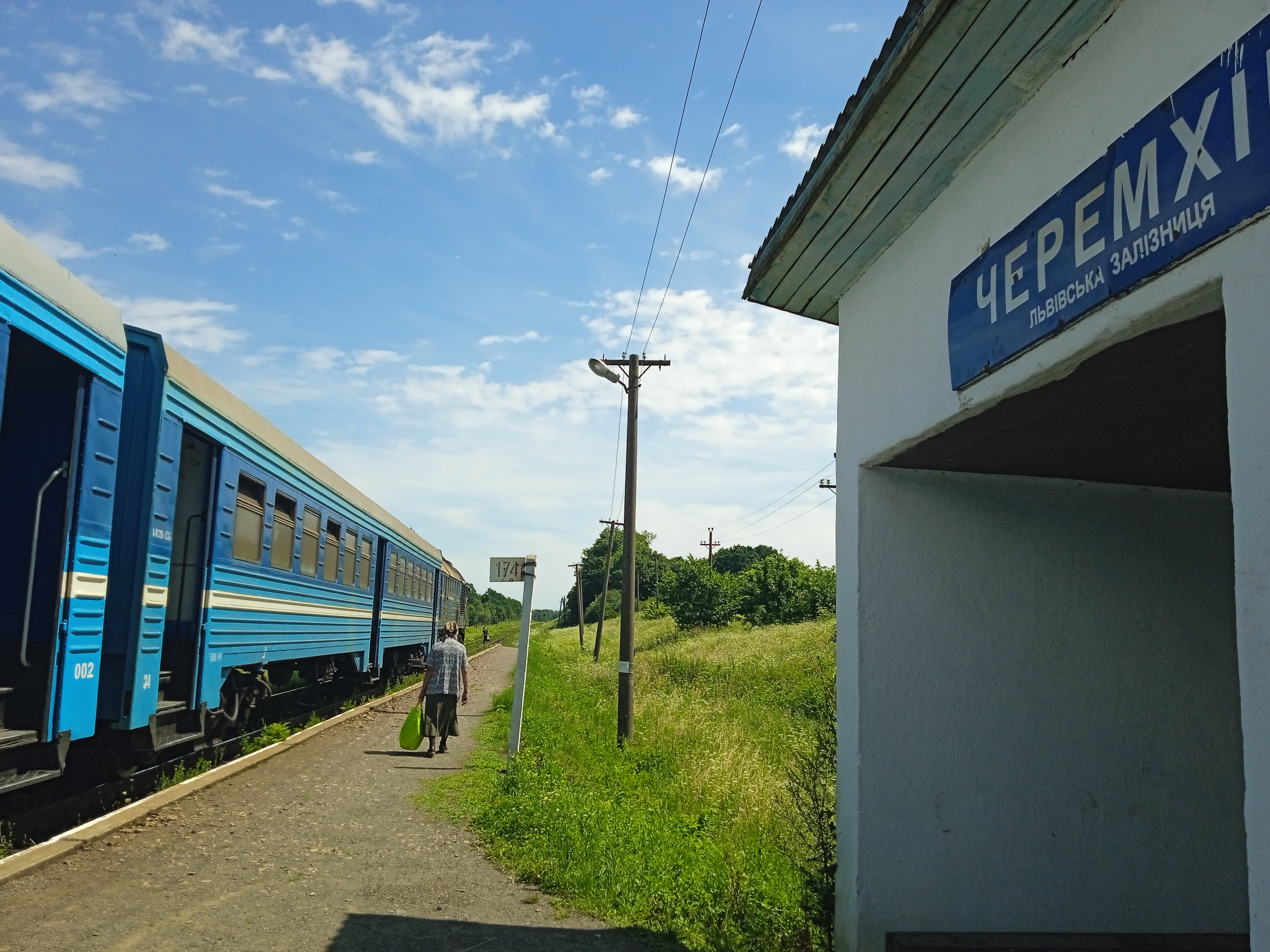
Залізнична зупинка у с. Черемхів

Через село слідують автобуси за маршрутами Жукотин-Коломия, Богородичин-Коломия, Коршів-Коломия, Ліски-Коршів-Івано-Франківськ.
Рельєф Черемхова має підвищення у вигляді плоских хребтів, окремі горбисті підвищення. В низинах між горбами протікають Іванів Потік та  річка Голишанка (Сербін), що витікає у Коршівському лісі. Вони зливаючись в урочищі "Ставища" ("Стадіон") і прямують далі впадаючи в Отинійський потік, а той у річку Ворона, праву притоку Бистриці Надвірнянської. Через село проходить вододіл між басейном річки Дністра та басейном річки Прут.

## Флора і фауна

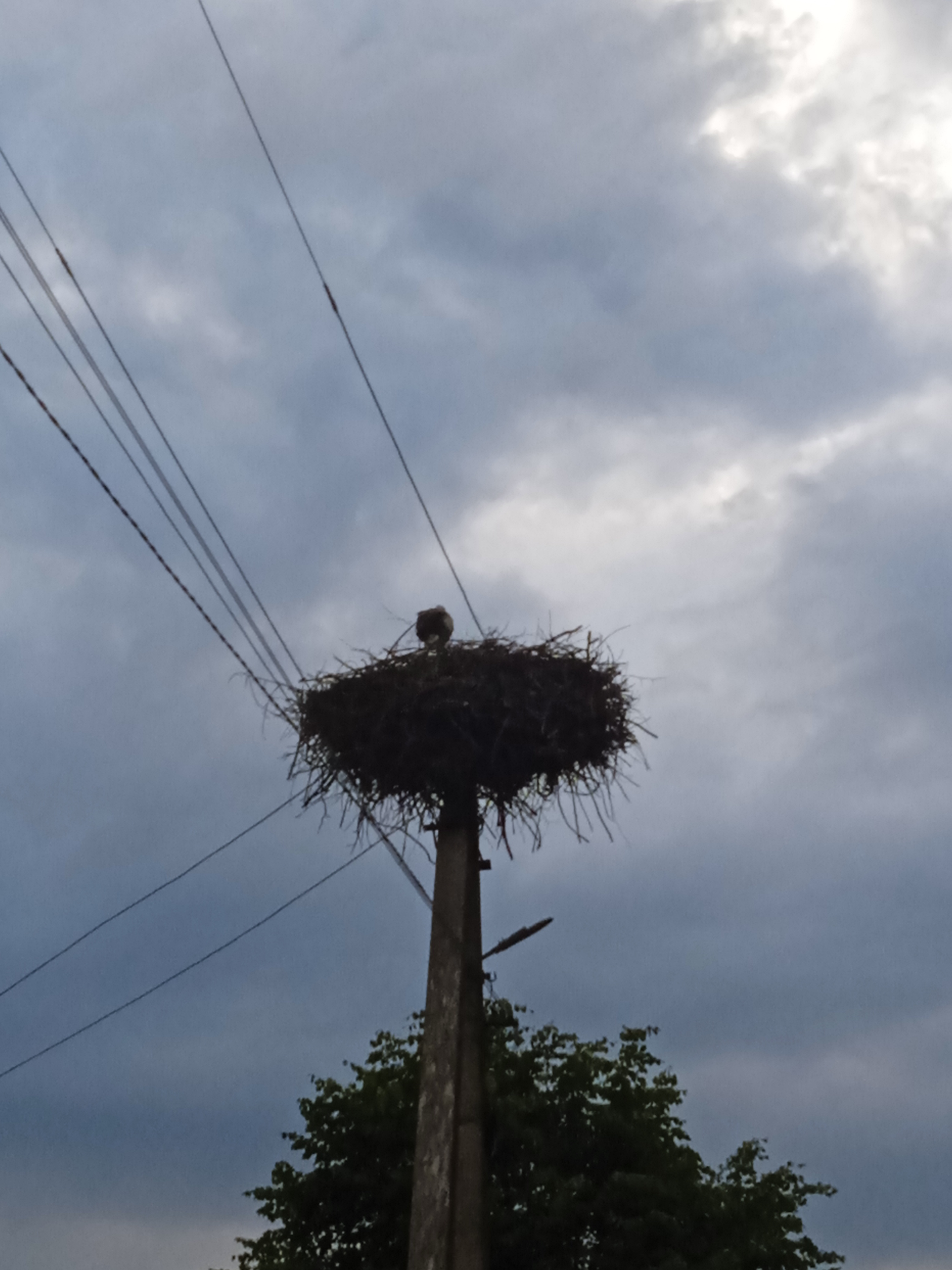
Лелече гніздо у с. Черемхів

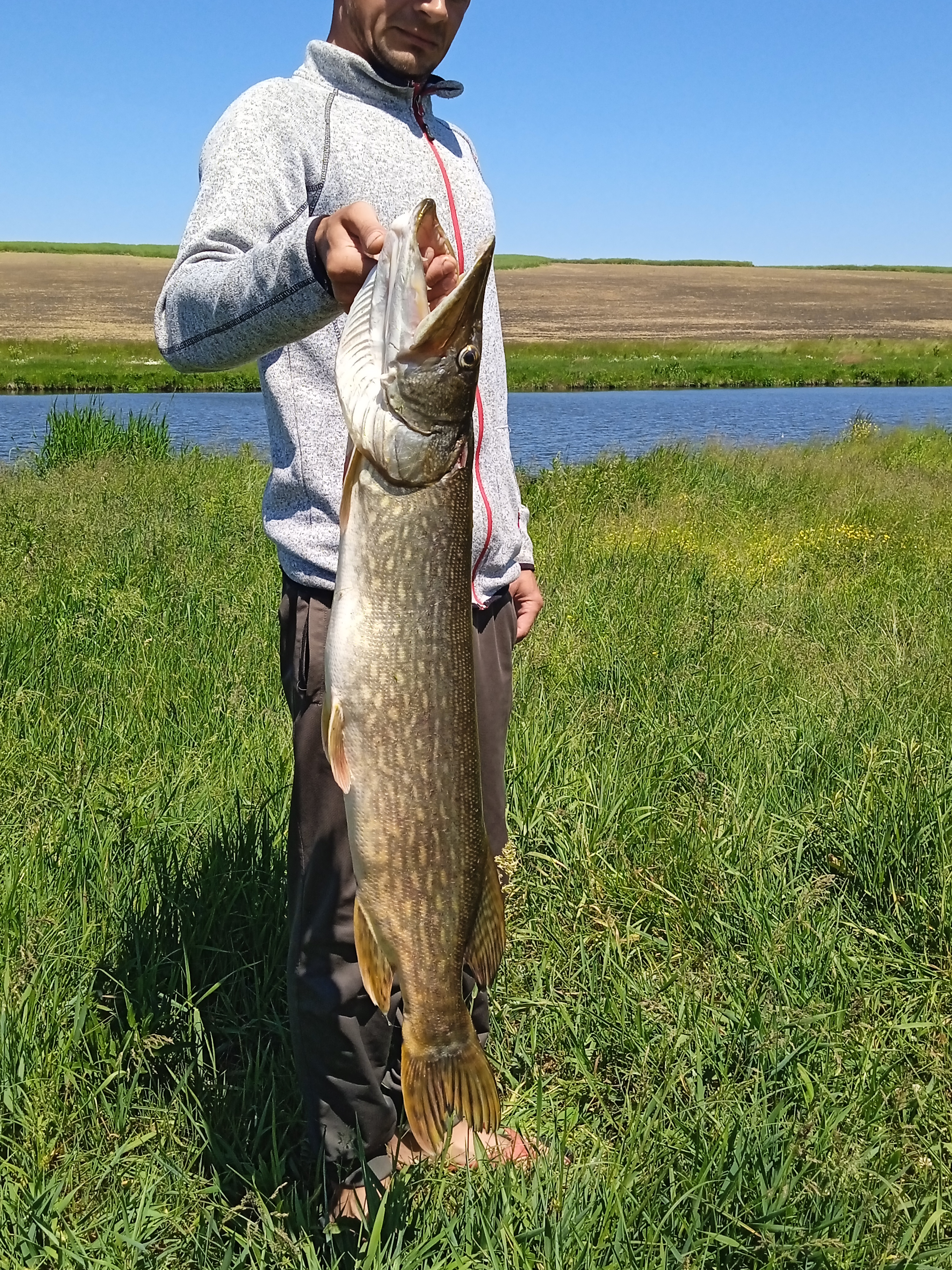
Щука, впіймана на одному із 8 ставків с. Черемхів

Флора села Черемхів нараховує десятки видів рослин, з них — багато лікарських: плоди шипшини, звіробій звичайний, підбіл звичайний, полин, деревій, череда тридільна, чистотіл, черемша, нічник тощо. Зустрічаються і низка ендеміків, таких як зозулині черевички справжні, проліски, сон-трава, волошка тернопільська, чебрець подільський, рутвиця гачкувата, шиверекія подільська. Серед звичних рослин - підсніжники, білоцвіт весняний, любка дволиста, шафран, подорожник, пирій, будяк, осот, родіола рожева, очерет, лопух, кульбаба, мак, вівсюк, хрін, кінський щавник, конвалія, ковила, фіалка, дзвоники, берізка польова,  конюшина, лілея, квас, квасениця (щавель заячий), кропива.
Серед кущів (чагарників) та дерев наявні - черемха, калина, терен, ліщина, акація; верба плакуча, дуб, бук, граб, липа, тополя, береза, осика, ялина, смерека, сосна. На початку 2000 р. у Шепарівському лісництві було висаджено окремі ділянки із секвоєю та ін.
Навколишні ліси багаті на гриби - підосичники, підберезники, білі гриби, опеньки, лисички, голубінки, бараняча голова.
Селяни вирощують переважно картоплю, червоні буряки, капусту, квасолю, огірки, помідори, часник, цибулю, гарбузи, кабачки, біб, щавель, шпинат, рукколу. У промислових масштабах - пшеницю, овес, жито, ячмінь ярий, ячмінь озимий, горох, гречку, сою, кукурудзу, ріпак, конюшину, люцерну, коноплі, льон, вику, цукрові буряки. В різний час були спроби вирощувати тютюн, кавуни, коксогиз та інші екзотичні культури.
Багатий і тваринний світ.
Видова чисельність тваринного світу десятками видів. Ряд видів перебувають під загрозою зникнення і занесені до Червоної книги України: мідиця альпійська, норка європейська, борсук європейський, тритон карпатський, саламандра плямиста, полоз лісовий, мідянка звичайна, вусач альпійський, вирезуб.
З поширених видів хребетних зареєстровано кумка жовточерева, глушець, вивірка звичайна, олень благородний,  лелека,  лелека чорний, кіт лісовий).
В Черемхові поширені наступні тварини:
- ссавці: бурозубка альпійська, рясоніжка мала, підковик малий, підковик великий, норка європейська, борсук європейський, видра річкова, кіт лісовий, кріт, сарна європейська, свиня дика, куниця лісова, лисиця руда, заєць сірий, вивірка звичайна, тхір, лисиця, заєць русак;
- земноводні: тритон карпатський, тритон альпійський, саламандра плямиста;
- плазуни: полоз лісовий, гадюка лісова;
- комахи: комар, гедзь, вусач альпійський, овод;
- риби: короп, карась, окунь, плотва, щука, лин, вюн;
- птахи: лелека білий, чапля, одуд, синиця, дятел, грак, шпак, горобець, лелека чорний, качка, лебідь, беркут, зозуля, жайворонок, соловейко, тетерук, куріпка, глухар.

Восени-взимку як правило на полях і в лісах прилеглих до с. Черемхів Українське товариство мисливців та рибалок організовує полювання на пернатих птахів, зайців, кабанів. Великою проблемою села є велике засилля лисиць, що спричиняє поширення сказу. З метою запобігання поширенню хвороби систематично здійснюється поширення вакцин для тварин.
Зрідка на території села можлива поява вовків, хоча ще 100-150 років вони тут зустрічалися значно частіше. На початку 1990-х рр. групою мисливців був виявлений і поранений вовк, якому, тим не менше, вдалося втекти попри тривале переслідування.
Зі свійських тварин у Черемхові селяни вирощують корови, коні, кози, вівці, свині, кури, гуси, індики, качки, кролі, голуби, ондатри, нутрії, фретки. У промислових масштабах у селі розвивається бджільництво. Кілька десятків господарів мають власні пасіки, здійснюють продаж меду, воску, прополісу. Також здійснюється заготівля березового соку, розвивається лозоплетіння, виробництво березових віників.
Загалом природа с. Черемхів сприяє розвитку "зеленого туризму". В село приїздять на відпочинок мешканці Коломиї, Івано-Франківська. На території села розташований відпочинковий комплекс "Край неба", АЗС, 5 магазинів (в т.ч. 4 продуктові, 1 промтоварів), фельдшерсько-акушерський пункт.

На території села є покриття мобільних оператрів Водафон та Київстар, Інтернет-провайдера "Західна мультисервісна мережа" (оптико-волоконна мережа).

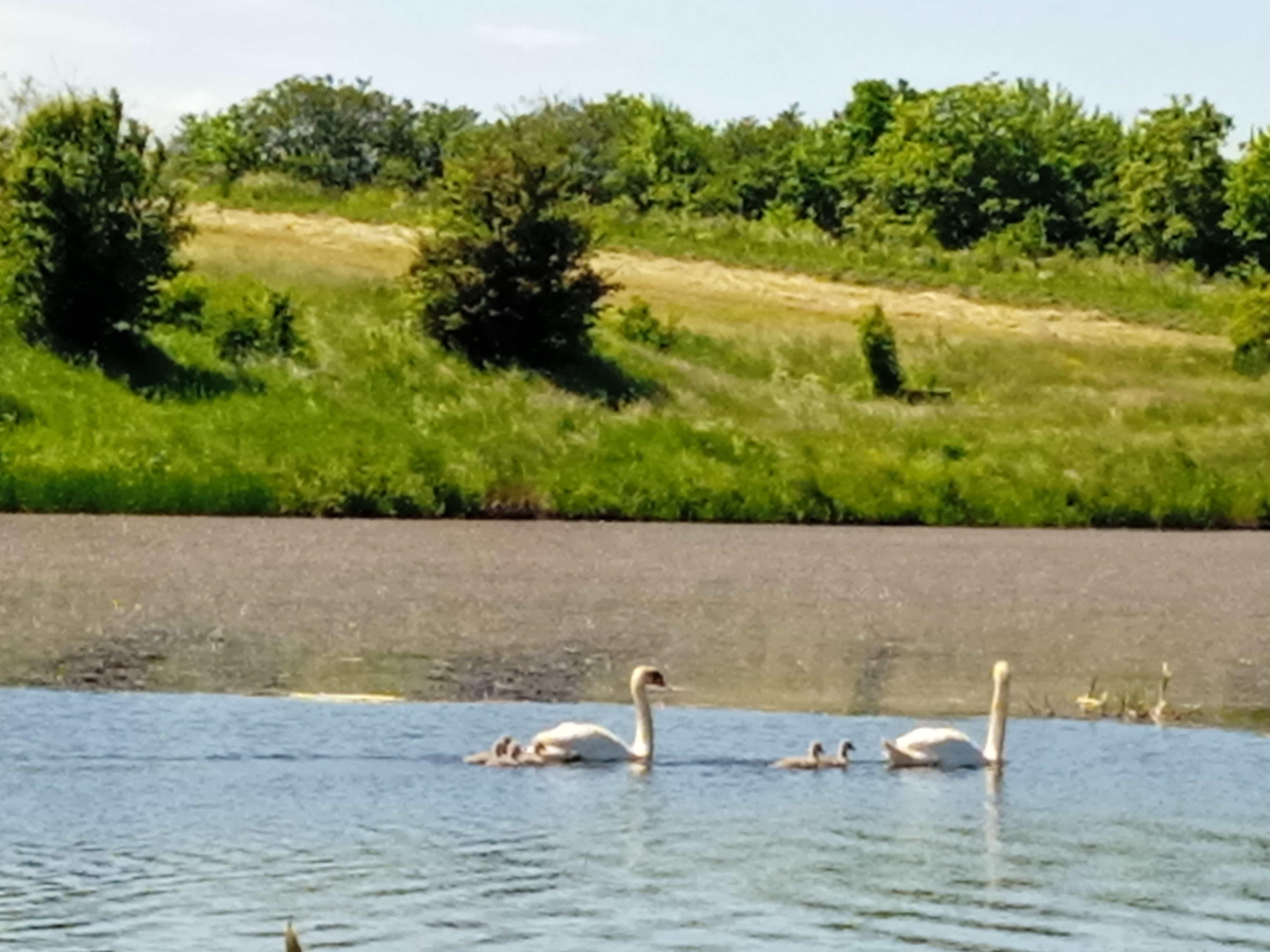
Родина лебедів на ставку у с. Черемхів

## Історія
У писемних джерелах село вперше згадується 5 травня 1438 року.

### Перша письмова згадка. Походження назви села, його топоніміка
Дата першої письмової згадки про село Черемхів змінювалась декілька разів. Так, в 1970 р. в «Історії міст і сіл Української РСР» називалась дата 1482 р.. Згодом в 1990 р. дослідник Б. Г. Бучко в праці «Дослідження назв населених пунктів Покуття» називає дату 1438 р. Через два роки доктор історичних наук, професор, академік АН Вищої школи України, завідувач кафедри історії України Прикарпатського університету ім. В. Стефаника (м. Івано-Франківськ) В. В. Грабовецький в першому томі «Нарисів історії Прикарпаття» називає 1437 р. Імовірність плутанини у встановленні перших згадок цього населеного пункту виникла, очевидно, через різні написання його назви у письмових джерелах: Czremhow (1438 p.), Czeremchiw (1437 р.), Tremchow (1465), Czeremchow (1880 p.) тощо.
Нещодавні дослідження цього питання довели, що дату першої письмової згадки слід перенести ще на декілька десятиліть назад. Прикарпатський краєзнавець Роман Процак в статті «Топонімока Коломийщини» про село Черемхів зазначає: «Назва села пов'язана з місцевістю, яка була багата на черемху. В жалуваній грамоті короля Владислава слузі Данилу Дажбоговичу Задеревецькому в 1394 році надавалося поряд з багатьма селянами, і село Черемхово». Автор покликається на вищеназвану грамоту опубліковану ще в 1974 році в збірнику «Грамоти XIV ст.»
Д. Г. Бучко, щодо походження назви села зауважує, що вона утворилась від особової назви Черемх, або від апелятиву Черемха"+суфікс-ів з ад'єктивним значенням. Тобто назва села походить від імені чи прізвиська власника села (першого поселенця).
За даними Р. Процака назва села походить від наявності в цій місцевості великої кількості черемхи. 
Є також припущення, що назва може походити від слова "черемша" ("левурда", ведмежий часник) - назви рослини, якої доволі багато в навколишніх лісах.
Через село протікає річечка Іванів-потік, який бере початок з-під Іван-гори, що знаходиться в лісі, на відстані трьох кілометрів від села. Ця річка є правою притокою р. Ворони, що впадає в р. Бистрицю Надвірнянську. Згідно з місцевою легендою, під час полювання, в якому взяли участь два феодали — з Черемхова та Жукотина зі своїми рідними та придворними, сталася трагедія. Жукотинський феодал випадково вбив сина черемхівського феодала, на ймення Іван. Від того часу й називається гора Іванівською, а річечка Івановим потоком. Окрім того, село перетинає потічок «Береги», що витікає з підземних джерел біля санаторію «Зелений гай». На цьому місці «Львівгеологія» виявила значні поклади мінеральної води типу «Мацеста».
Історично в Черемхові склались назви багатьох урочищ, околиць, кутків тощо.
Серед них можна назвати: Буковець — назва походить від лісу Буковець, згадується в 1788 р. (один з кутків села).
Гай (Гаї) — невеликі переважно листяні ліси, згадується в 1900 р. Тепер це ділянка поля, на північний схід від села.
Красутчина — від омоніма Красуля, згадується в 1965 р.
Убич — фільварок. назва якого вказує на схил гори над водою, згадується в 1900 р. Але так як «вода» — ставок, з'явилася вже після 1945 року, то більш вірогідне пояснення, що цей фільварок був «обіч», осторонь села.
Чищеник — територія звільнена від лісу.
Існують і ряд інших місцевих назв: Чернова, Перегінка, Гвізд, Гора, Шлихта, Сирилівка, Діл, За — Ділом, Пирогів, Барабащишин Горб, Кут, Клин, Циганівський Яр, Мінник, Лисівка, Ставищі, Підсобне, Веселівка, Сікорщина, Ксьонзьке, Провал.

### Сторінки історії Черемхова в XIV- поч. ХХ ст.
Як відомо з історичних джерел, в 1482 році шляхтичі Іван і Мирон продали в Черемхові чотири двори з людьми. Є згадки про набіги сусідських шляхтичів на місцеве населення. Так, зокрема, як зазначається в одному з документів того часу, "пан з Жукотина напав на пана з Черемхова, спалив його дворище і вбив брата. Суд в Галичі признав пана з Жукотина винним і присудив йому, окрім відшкодування за спалений маєток, виплатити 100 угорських форинтів.
Восени 1648 року в ході національно-визвольної війни українського народу проти польської шляхти на Прикарпаття прибули козацькі загони гетьмана Богдана Хмельницького, які взяли участь у збройному повстанні під проводом полковника Семена Височана(може навпаки?). Відомо, що в його штабі розміщеному у містечку Отинія, за 15 км від Черемхова було багато відважних мешканців села.
У 1762 р. опришки напали на двір поміщика Стручевського в Черемхові.
у "Великому поменнику" Скиту Манявського наприкінці XVIII ст. згадано Томаша Сваричевського з Черемхова.
В результаті першого поділу Польщі між Росією, Прусією та Австрією до останньої увійшли галицькі землі, котрі стали частиною королівства Галіції і Лодомерії. Село Черемхів увійшло до Коломийського округу, що був тут утворений. Мешканці села боролися проти засилля польської шляхти. Це можна простежити на прикладі опришівського руху. Так, в 1773 році опришки знову здійснили напад на місцевого поміщика. Його причиною було накладення великих поборів на кріпаків, які становили абсолютну більшість населення села.
П'ятнадцятого травня 1848 року в Галичині відбулася визначна подія — скасування кріпацтва. Подія, яка мала великий вплив і на становлення української ідеї, і на перспективи боротьби українського народу за утвердження своєї державності.
На честь цієї події в Черемхові було поставлено хрест-пам'ятник, під яким закопали списки кріпаків та «цісарські документи».
За даними 1857 p. в Черемхові проживало 959 осіб, з них українців-911 осіб, поляків-20, інших-28. Більшість земель належала шляхтичу Зенону Ляховському.
Помітну роль в прискоренні економічного та культурного життя Черемхова відіграло спорудження через село у 1866 році залізниці Львів-Чернівці.
Як зазначається в «Шематизмі…» за 1898 рік тут проживало 1167 греко-католиків. А в 1911 р. в селі проживало 24 поляки, серед яких Ляховські — володіли 500 га землі (серед загальної площі 1047 га). Значні площі земель належали євреям-лихварям, яких тоді було 56 осіб.
На кінець XIX — початок XX ст. припадає діяльність відомого письменника, культурно-громадського діяча москвофільського напрямку, уродженця села — Миколи Глібовицького (9.ХІІ.1878-18.ХІ.1918). Був депутатом 1907—1908 pp. до Австрійського парламенту, автор двох збірок нарисів і збірки оповідань, редактор журналів «Галичанинь» і «Русское слово». Один з ініціаторів скликання в 1908 р. в Празі Всеслов'янського конгресу.8 Поряд з М.Королем, В.Давидяком, О.Мончаловським, І.Костецьким, Ю.Павенським, разом з В.Куриловичем був прихильником політичних поглядів т. зв. «старокурсників», котрі становили окреме крило, створеної в 1900 р. у Львові з ініціативи «Руської Ради» москвофільської політичної партії «Русская народная Партія».
Хоч і декларативно, М.Глібовицький, обстоював лояльність до Австрії і був проти повного злиття з російством та підтримував народну мову. Дядько Миколи Глібовицького — Михайло Глібовицький був дідом відомих українських громадських діячів Богдана, Лева та Миколи Лепких.

### Черемхів у першій половині ХХ столітті
У 1914 році територію села займають російські війська.
На Першу Світову війну з села було мобілізовано в австрійську армію понад 420 осіб, але вже упродовж перших двох років війни в російський полон потрапило близько 200 осіб.
Після відступу російських військ, влітку 1915 року, декілька мешканців села вступило до складу Легіону Січових Стрільців, інших частин австро-угорської армії. Улітку-восени 1918 року за участю УСС відбулися народні віча, на яких було висловлено побажання об'єднати всі українські землі в одну незалежну державу.
Першого листопада 1918 р. після збройного повстання у Львові, яке очолив Д.Вітовський, влада перейшла до рук Української Національної Ради, яку підтримали військові загони, що стали основою для створення Української Галицької Армії (УГА).
Зазначимо, що в складі УГА були такі мешканці села, як Бабійчук Дмитро Михайлович, Барасюк Андрій Михайлович, Барасюк Іван Михайлович, Березовський Василь Михайлович, Фуштей Іван Михайлович та інші. Вони були учасниками боїв за Львів та Чортківської Офензиви. Барасюк Андрій Михайлович та Барасюк Іван Михайлович загинули, а Березовський Василь Михайлович був поранений у руку. Доля інших, на жаль, невідома.
Вже в травневі дні 1919 року румунські війська захопили землі Покуття і того ж року передали Польщі. Згідно з архівними матеріалами, виписки з яких наводить у своїх документальних спогадах Тарантюк Федір Михайлович, станом на 20 вересня 1921 року різко збільшилась частка поляків у Черемхові: з 1234 жителів — 113 було поляків та 9 сімей євреїв. Розпочалася полонізація всіх ланок життя села. Польська мова стає офіційною у діловодстві, навчанні. З'являється замість української мови суржик з польських, німецьких, латинських та угорських слів. Восени 1930 р. польські війська і поліція провели в селі пацифікацію.
В 1921-39 pp. на території села Черемхів проживали такі поміщики, як Юлій Ліндей, Станіслав Голінський, яким належали понад 490 га найкращих земельних угідь, а на 319 бідняцьких господарств припадало 447 га землі, причому більше 100 сімей мали менше 1 га землі. Внаслідок безземелля 39 осіб виїхало з села, в тому числі 27 — емігрували за кордон.

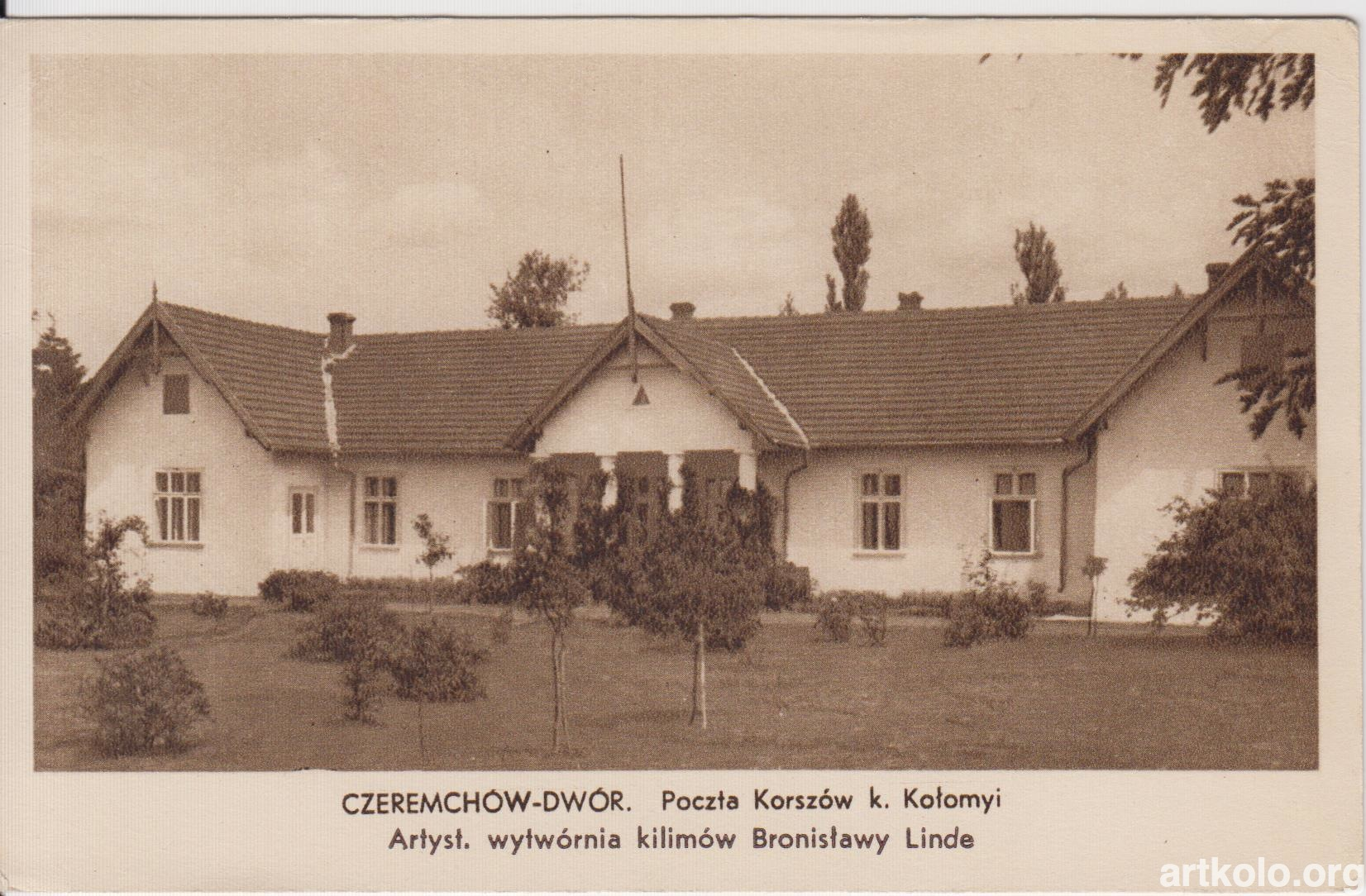
Двір С. Лінде

Також на теренах села існував фільварок, котрий належав спадкоємцю Зенона Ляховського споляченому німцю Станіславу Ліндею. Багато мешканців села працювали в панському дворі за мізерну платню, обробляли поміщицьку землю, доглядали за худобою. Селяни змушені були обслуговувати господарство сільського священика, платити різні податки, відробляти обов'язкові повинності (ремонти доріг, мостів, будівництво церкви, яка згоріла під час Першої Світової війни тощо).
В 1922 р. жителі Черемхова бойкотували вибори до польського сейму, голосувало лише 19 % населення.
Низькою була врожайність. Так, у 1934 році з 1 га врожай пшениці становив 7,5 центнера, жита-4, вівса-10, кукурудзи-8.
Жителі села Черемхів Лейб'юк М. Л., Дмитрук М. Н., Лесюк В. І., Бабинюк І. Г. і ряд інших передплачували в 1929 році комуністичні газети та журнали, такі як «Сельроб», «Вікна», «Наша праця».
У міжвоєнний період розпочала свою діяльність в Черемхові 3-класна школа, яка була розташована в одній із сільських хатин. Нею керувала пані Віслоцька.
Через відсутність матеріального забезпечення школу відвідувала лишень невелика кількість дітей. Окрім того, навчання велося польською мовою.
В 20-30-х роках XX століття населення села неодноразово виступало проти польського окупаційного режиму, що приводило навіть до збройних сутичок. Один із таких випадків був збройний напад селян у 1925 році на маєток Ліндея, котрому вдалося втекти від розлюченого люду.
На початку 1930 року в Черемхові виникає місцева структура Організації Українських Націоналістів, яку очолив Козій Василь Миколайович. До ОУН входили: Семенюк Василь Іванович, Семенюк Яків Іванович, Тарантюк Іван Михайлович, Стефурак Василь Дмитрович, Тарантюк Іван Григорович, Рабинюк Михайло Васильович, Семенюк Степан Іванович, Паньків Петро Михайлович, Зданевич Степан Михайлович, Семенюк Микола Іванович. Кандидатами в ОУН були Барасюк Михайло Ількович і Семенюк Микола Іванович.
ОУН розгорнула широку агітаційну діяльність. У вересні 1939 року в селі була встановлена радянська влада. Перші її кроки, а саме — створення «Комітету незаможників» на чолі з Барабашем Василем Михайловичем і поділ серед селян поміщицької і церковної землі (відповідно 280 і 57 га), розподіл худоби, коней, реманенту з поміщицького маєтку, — привернули на деякий час на свій бік більшість селян. У селі розпочала працювати вечірня школа для ліквідації неписемності, якою керували Нагорняк Онуфрій Іванович, Стасюк Іван Михайлович і Пазюк Іван Миколайович. У жовтні 1939 року в селі була відкрита семирічна школа, в якій працювало 8 вчителів, що навчали близько 250 учнів. Директором школи став Федуник. Під тиском влади зі стодол ряду селян і з матеріалу поміщицького двору, що раніше належав Кеннігу Йосю, було збудовано «зразковий» клуб і відкрито сільську бібліотеку.
Влітку 1940 року розпочались арешти активних членів ОУН, переважно молоді. Було заарештовано Зданевича Михайла Степановича (1919 р.н.), Козія Василя Петровича (1914 р.н.), Паньківа Миколу Михайловича (1914 р.н.), Рабинюка Михайла Васильовича (1904 р.н.), Семенюка Василя Івановича (1912 р.н.), Семенюка Якова Івановича (1914 р.н.), Семенюка Степана Васильовича (1910 р.н.), Стефурака Василя Юрійовича (1904 р.н.), Тарантюка Івана Григоровича (1902 р.н.), Тарантюка Івана Михайловича, Рабинюка Петра Федоровича і Барасюка Михайла Ільковича. Пізніше їх тіла було знайдено в урочищі Лупейки в Станіславі. Лише Барасюк Михайло Ількович, якому тоді ще не було і 18 років, дивом залишився живий (приводом до його арешту була наявність в нього «української націоналістичної літератури», в тому числі «Кобзаря» Тараса Шевченка).
У 1940 р. розпочалася примусова організація колгоспу ім. В.Чкалова. Людей змушували віддавати свою землю, худобу, інвентар. До колгоспу «вступило» більше 100 сімей. Головою правління було обрано Данилюка Петра Андрійовича, завгоспом Сморжанюка Петра Констянтиновича. Колгоспу були передані поміщицькі будівлі Ліндея. Обробляти ґрунт допомагали три трактори із Коршівської МТС. Головами колгоспу в різні роки були: Данилюк І., Дмитрук Ф., Підгірський В. П., Дмитрук В. І., Костюков Павло Прокопович, Стефурак Іван Іванович, Цинявський Михайло Дмитрович, Палій Дмитро Миколайович, Гуцул Василь Олексійович, Кіш Ігор Степанович, Жигалюк Іван Євгенович, Тарантюк Микола Васильович.
Великою несподіванкою для мешканців села став початок радянсько-німецької війни. При відступі Червоної армії на схід, 28 червня 1941 року, одна з військових частин проходила через Черемхів. Можливо, побоюючись виступів з боку місцевого населення, військові заарештували Дмитрука Йосипа Петровича (1922 р.н.), Кривачука Василя Михайловича (1921 р.н.), Савчука Степана Петровича (1923 р.н.) і Сваричевського Миколу Дмитровича (1924 р.н.). Після жорстоких тортур їх розстріляли в с. Гавриляк Тлумацького району.
З приходом німецької армії жителі села довідались, що заарештовані в 1940 р. односельчани знайдені мертвими в Станіславській тюрмі.
Німці встановили жорстокі норми контингенту: з 1 га землі селянин повинен був здати німцям 4 центнери зерна (урожайність 7,5 ц/га), від кожної корови в рік 650 літрів молока, половину м'яса всього поголів'я свиней тощо.
За роки нацистської окупації через т. зв. біржу праці на роботи до Німеччини було вивезено багато молоді. Ще цілком остаточно не встановлена чисельність населення замордованого нацистами та вивезеного в Німеччину. Згідно з одним джерелом 29 жителів села було замордовано, а 100 вивезено на роботи до Німеччини. Інше зазначає, ось що: 16 замордовано, 80 вивезено.
У 1942 році розпочинається голод, який тривав до квітня 1944 року і під час якого багато людей померло.
Другого квітня 1944 року загін 20-ї гвардійської механізованої бригади заволодів краєм села.
Через дванадцять днів цього ж року в селі з'явилися перші радянські танки. Впродовж Карпатської операції вони вийшли до території Черемхова, де міцно закріпилися угорські війська. Бої на території села тривали більше трьох місяців. Місцеві жителі залишали свої домівки, повтікали в сусідні села, ліси та інші укриття, залишивши нажите роками майно на грабунок військовим частинам.
13 липня 1944 року рядовий 7 стрілецького полку, 24 стрілецької дивізії (Залізної), 18 армії, 4 Українського фронту Майборський Володимир Петрович (1.10.1911-7.1.1987) якого було поранено в обидві ноги зумів знищити ворожий дзот, тим самим повторивши подвиг Олександра Матросова.
Проте В. П. Майборський залишився тоді живим. Більше десяти місяців лікарі боролися за його життя, ампутували праву ногу. Повернувся в рідне село Зіньки Білгородського району Хмельницької області. Пізніше він стає головою колгоспу в рідному селі, почесним солдатом військової частини. Жителі Коломиї назвали його почесним громадянином міста.
Пізніше, він двічі приїздив в Черемхів 1974 і 1983 роках.
Під час боїв на території села загинуло більше 2-х тисяч бійців Радянської Армії, багато мирних жителів. Повністю були зруйновані господарські споруди, церква, школа, понад 300 селянських будівель (вціліли лише 8).
Колгоспу імені Чкалова було завдано збитків на суму 3282 332 крб.
Під час німецької окупації загинули такі жителі села:
1. інвалід І Світової війни Підгірський Василь Володимирович
2. Драгомирецький Василь Федорович
3. Драгомирецький Михайло Іванович
4. Гриндїцс Василь Михайлович
5. Стацюк Ганна Василівна
6. Тарантюк Василь Степанович
7. Тарантюк Степан Михайлович, та інші.

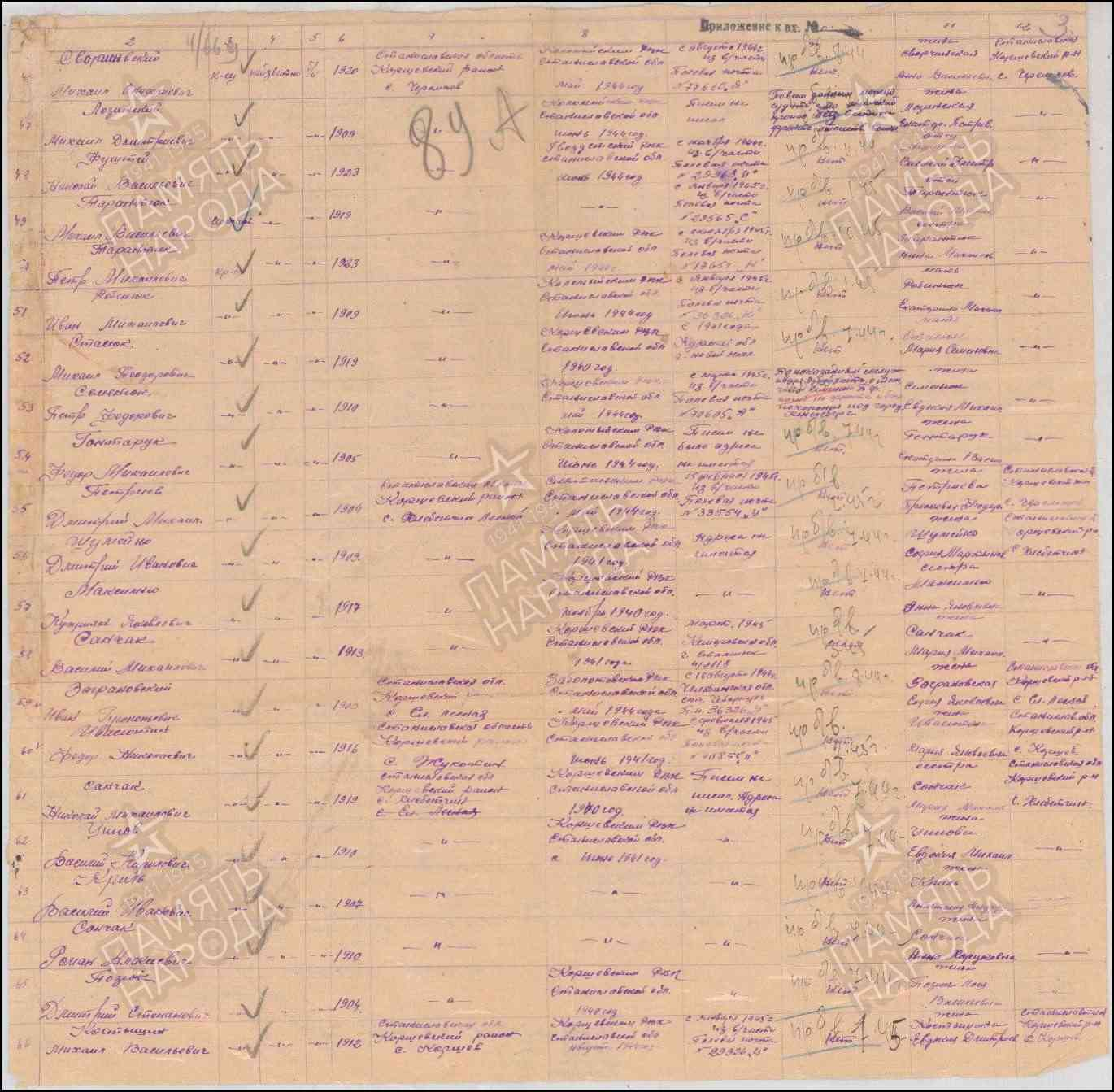
Інформація з документів про понесені втрати. Оригінал документу перебуває в Центральному архіві Міністерства оборони РФ, Фонд 58, опис 18004, ящик-справа 168

У 1944-45 pp. з насильно мобілізованих у Червону армію жителів села взяли участь у бойових діях 58 осіб, 16 загинуло, 42 нагороджено орденами і медалями.
Відомо, що загинули: Дмитрук Ілько Васильович Лозінський Михайло Дмитрович Стасюк Степан Васильович Тарантюк Василь Якович Тарантюк Михайло Васильович, та інші. Багато повернулися інвалідами, серед них: Вітенко Микола Іванович Лейб'юк Федір Лук'янович Романюк Петро Михайлович Штімляр Василь Михайлович, та інші. Наслідком Другого приходу Червоної армії стала масова еміграція жителів села за кордон.

### Село Черемхів у 1945—1991рр.
Після захоплення села Червоною армією було відновлено радянський режим. В післявоєнний період значна частина населення до початку 1950-х років підтримувала діяльність УПА. Не забарилися арешти національно свідомих жителів села, які виступали проти командно-адміністративної тоталітарної радянської системи. До Сибіру були депортовані разом з сім'ями:
1. Семчук Дмитро Михайлович
2. Березовський Микола Михайлович
3. Семенюк Іван Михайлович
4. Дмитрук Василь Ількович
5. Тарантюк Василь Петрович
6. Дутчак Іван Васильович
7. Зданевич Степан Миколайович
8. Прушинський Петро Михайлович
9. Семенюк Михайло Петрович
10. Семенюк Петро Михайлович
11. Семенюк Андрій Михайлович.

Відразу ж після закінчення війни село було звільнено від обов'язкових поставок і державних податків терміном на два роки. Але коли, в 1947 році, було відновлено держподатки, в селі розпочався голод.
Того ж року було відновлено колгосп їм. Чкалова, де головою правління обрали Підгірського Василя Петровича. Відбудували церкву, яка згоріла в роки війни.
До 1957 року село належало до Коршівського району, а потім 4 роки до Отинійського.
У 1960 р. колгосп ім. Чкалова об'єднаний з колгоспом «Ленінська зірка». Новий укрупнений колгосп отримав назву «Дружба». До його складу входила територія сіл Лісний Хлібичин, Черемхів та частина хутора Станіславівки. Головою колгоспу став Костюков Павло Прокопович.1 Колгосп мав у своєму розпорядженні 2173 га орної землі. Основними вирощуваними культурами були- пшениця, кукурудза, льон, цукровий буряк. Врожайність зернових зросла з 6 ц у 1953 до 11,8 ц з 1 га в 1962 р. Врожайність льону в 1960 р. становила 4,1 ц зерна та 5,3 ц волокна з 1 га.
У 1953 р. льон колгосп не засівав взагалі. Колгосп займався і тваринництвом. Вирощували: велику рогату худобу, свині, птицю. Станом на перше вересня 1963 року в колгоспі «Дружба» було по 40,5 голів великої рогатої худоби на 100 га угідь, окрім цього 20 тракторів, 5 комбайнів, 3 молотарки, 7 автомашин, 2 дизельні електростанції. Розвивалися допоміжні підприємства.
В 1958 році було збудовано млин; існувала цегельня, потужністю 500 тис. штук цегли в рік, цех по виготовленню черепиці. Колгосп збудував приміщення для корів, свиней, кормокухню.
1961 року село переходить до Коломийського району.
Проте за цими процесами стояло поступове зубожіння населення, пов'язане з наростаючим падінням рівня заробітної плати, ідеологічним тиском тощо. Селу необхідно було повноцінне приміщення для школи.
В колгоспі станом на 1964 рік було 395 голів великої рогатої худоби, в тому числі 130 корів, 803 голови свиней, 8 тракторів, 4 вантажних автомашини і інша сільськогосподарська техніка.
Відомо, що середня врожайність в 1965 році становила:
- зернових-13,1 ц/га
- льону-насіння-3,9ц/га
- льону-волокна-4,1 ц/га
- картоплі-83 ц/га.5

Непоганих успіхів добилася ланкова колгоспу Стасюк Катерина Василівна, яка одержала в 1965 році льону насіння по 5 центнерів з гектара, картоплі по 105 центнерів з гектара, кормових буряків по 360 центнерів з гектара, давши дохід колгоспу тільки за льон 9446 крб.
Станом на 1964 рік в селі було 2 крамниці. Для послуг трудящих — колгоспний млин і пилорама, які давали щорічно дохід по 12450-12500 крб.
Того ж року в селі було 2 телевізори, 39 радіоприймачів, 8 радіол, 7 мотоциклів.
За 1960—1965 pp. в селі побудовано 108 добротних жилих будинків.
В 1964 в початковій школі вчилося 111 учнів. Працювало тут 5 вчителів з середньою спеціальною освітою. Два вчителі — вихідці з села. При школі була бібліотека, яка нараховувала 1350 книг.
В селі того року був клуб на 250 місць. Працювала стаціонарна кіноустановка. При клубі була сільська бібліотека з фондом 10000 книг.
У 1961 році в Черемхові закривають церкву, розпочинаються незгоди між колгоспним і сільським керівництвом. Громадськість села на початку 1965 року підняла питання про роз'єднання колгоспу «Дружба».
У розвиток цих подій втрутилось керівництво на районному та обласному рівнях.
Розпочався страйк селян. Місцева влада вирішила провести загальні збори, з метою залякання страйкуючих. Для втихомирення невдоволених прибув навіть наряд міліції. Проте ніщо не змогло переконати селян, і в лютому 1965 року колгосп «Дружба» роз'єднується. В с. Черемхів відновлено колгосп ім. Чкалова. Його головою було призначено Цінявського Михайла Дмитровича.
За два роки було зведено нове приміщення школи, і вже першого вересня школярі змогли сісти за нові шкільні парти.
Директором школи став Стефанюк Іван Пилипович, дещо пізніше його замінив Космачук Дмитро Михайлович (до речі керує школою і зараз).
Нагадаємо, що їх попередником — директором Черемхівської початкової школи в 1955—1967 pp. був Тарантюк Ф. М., вчитель історії та географії.11
Дізнаємося, що в 1966 році в селі було дванадцять осіб інтелігенції, населення села передплачувало 850 примірників газет і журналів, у тому числі в індивідуальному секторі 751 примірник.
На території села був медпункт з пологовою палатою на два ліжка, де працювали фельдшерка і акушерка.
Станом на 1.1.1967 р. в селі було:
- К-ть населення — 1360 чол.,
- дворів-412,
- зем. угідь — 1166 га,
- ВРХ к-пу їм. Чкалова — 400 голів, в тому числі корів — 140 гол.,
- с/г техніки — 15 шт., з них:
  - автомобілів — 6,
  - тракторів — 7,
  - комбайнів — 2.

Середня врожайність культур: а) озимі- 12,8 ц, б) ярі — 27,5 ц, в) картопля — 69 ц, г) льон-насіння — 5 ц, д) льон-волокно — 5,7 ц. Одержання м'яса на 100 г — 66,1 ц, молока — 274 ц.
Неподільний фонд колгоспу — 80786 крб. Чисельність парт, організації — 17 чол.
Кількістьть вчителів — 6 чол., — учнів — 117 чол.
Фонд бібліотеки — 12000 екземплярів. Сума вкладів в ощадкасі — 2132 крб. Кількість вкладників — 57 чол. Збудовано в 1966 р. — 16 будинків. Чисельність інтелігенції — 20 чол. Одержало вищу і середню освіту — 15 чол. Підписано газет і журналів — 917 шт.
Придбано:
- телевізорів — 10 шт.,
- радіоприймачів — 96 шт.,
- пральних машин — 1 шт.

Станом на 1.1.1968 р. в селі було:
- К-ть населення-1373 чол.,
- дворів — 427,
- землі 1166 га,
- орної — 796 га,
- тракторів — 8 шт.,
- автомашин — 6шт.,
- комбайнів -3 шт.,
- ВРХ — 406 голів,
- корів — 175 голів.

Середня врожайність
- зернових — 10,9 ц,
- льону-насіння — 3,8 ц,
- льону-волокна — 6,6 ц.

Неподільний фонд колгоспу на
- мотоциклів — 12 шт.,
- телевізорів- 16 шт.,
- жилих будинків — 137.

Кількість вчителів — 10, учнів — 169. Бібліотека — 13000 книг. З крамниці. Інтелігенції — 24 чол.
Передплачено газет і журналів — 1070 штук.
Станом на 1971 рік у селі було господарство місцевого колгоспу ім. Чкалова рільничо-тваринницького напряму. Артіль мала близько 1340 га землі.
За досить короткі терміни було побудовано приміщення Сільської Ради, чотирирядовий корівник, дворядовий телятник, комора, тік, автогараж, лазню, а в 1972 році — ясла-садочок «Сонечко» на 75 дітей, який перейшов з колгоспного на державне утримання.
3 1969 по 1979 рік головою Черемиської сільської ради оув Гарантюк Федір Михайлович.
Сьомого лютого 1973 року проходить об'єднання колгоспу їм. Чкалова з колгоспом «Зоря комунізму» (с. Коршів). Розпочалось розорення майна села, зруйновано багато колгоспних господарських будівель та об'єктів, серед яких і млин.
Замість місцевого сільського голови на його місце прийшов житель села Коршів. Особливо посилився тиск на населення та чітко окреслились всі риси казнокрадства. 3 Черемхова вивозили зерно, силос, солому, сіно, льон; розпочався грабунок церковного майна — дзвонів, ікон, книг.

### Черемхів на шляху державного відродження України
Лише в 1989—1990 pp. почали реалізовуватися перебудовчі демократичні процеси в духовному житті українців Черемхова. На виборах до Сільської Ради навесні 1990 року до влади прийшли прогресивні некомуністичні сили.
В політичній боротьбі, мирним шляхом більшовицьке ярмо зазнало краху, зокрема, після придушення відомого державного заколоту в серпні 1991 року.
Цілком закономірним було те, що після історичного проголошення 24 серпня 1991 року в Києві Акту про державну незалежність України, на Всеукраїнському референдумі 1 грудня 1991 р. практично всі жителі села підтвердили вікове прагнення українського народу жити в єдиній незалежній державі.
Того ж року створено в селі осередок УРП-7 чоловік.
У березні 1992 року було створено спілку селян «Черемшина», в яку входили лишень жителі с. Черемхів. Головою спілки обрали Тарантюка Миколу Івановича, 1950 р.н., освіта середня спеціальна. За перші два роки свого існування спілки було побудовано критий тік, комору, конюшню, автозаправку. Стала до ладу пилорама, збудована завдяки Костюкову Павлу Прокоповичу. Почав працювати млин, зросла врожайність зернових культур до 25-27 ц/га.
Найвища врожайність — 35 ц/га — в 1995 році.
В 1999 році урожай становив 18 ц/га.
Спілка утримує 200 голів ВРХ. Є повний набір техніки. На кінець 1990-х років помітним стало скорочення площі посівів льону-довгунцю. Відчутно зменшилася в доларовому еквіваленті заробітня платня працівників села.
Чотирнадцятого жовтня 1997 р. в Черемхові відкрито Могилу Січовим Стрільцям, за матеріальної допомогги Білінського Василя Дмитровича (проживає в Канаді), родини Гришука Романа Васильовича, при активній участі голови СС «Черемшина» Тарантюка Миколи Івановича.
Навпроти садочка «Сонечко» поставлено пам'ятний хрест «Борцям за волю України» на честь жителів села, які загинули за волю України, чи були репресовані в 1939—1954 pp.
З 1988 року тривало будівництво нового клубу. В 1997 р. полум'я знищило старий клуб і питання про прискорене будівництво нового клубу стало руба. З січня 1998 р. тимчасово працював клуб «Будинку Просвіти», ще не цілком готовий виконувати ці функції.
Будинок культури «Просвіта» (будівництво триває).
На початку 2000 року, завдяки фінансовій допомозі обласної держадміністрації, гостинно відчинив свої двері новий сільський клуб.
Тепер у ньому сільська молодь може приємно і затишно провести свій відпочинок.3
Село межує зі сходу з селами Коршів та Казанів, з півночі — з с. Михалків, Богородичин, Торговиця, із заходу з с. Лісний Хлібичин, з півдня — з с. Лісною Слобідкою.
Найвища точка села — 467 м над рівнем моря розміщена в урочищі Копана.
Окрім залізничної колії через село проходить шосейна дорога Івано-Франківськ-Коломия та Черемхів-Обертин.
Віддаль від населеного пункту до обласного центру — 45 км, до районного центру — 22 км.
Територія села охоплює 1838,5 га, з них: лісовий фонд — 1517,1 га, селянської спілки — 608,8 га, приватних — 333 га, фермерських — 10 га, загального користування — 211,9 га.
У школі І-ІІ ступенів, збудованій у 1962 році, розміром 21x10 кв.м, станом на 01.07.1999 року було 155 учнів та 16 вчителів, її директор — Космачук Дмитро, 1947 р.н., освіта вища, за спеціальністю філолог, очолює школу ще з 1979 року.
Бібліотекар у школі — Шургалюк Оксана Іванівна.
Приміщення ФАПу розміром 8x12 м², розміщене в цегляному будинку, збудованому в 1988 році. Зав ФАПом Д.Романюк. Працює 3 працівники.
Сільська бібліотека нараховує книжковий фонд 7 тис. книг. З 1995 року тут працює Бондарук Л. В. Народний дім очолює Оксана Паньків.
АТС на 50 номерів, пошта, 366 радіоточок. На території села розміщене Черемхівсько-Сідлищанське газове родовище.
Тривалий час головою сільської ради був Микола Барасюк, (згодом Михайло Паньків), а секретарем - Ярослава Савчук. Після адміністративної реформи у 2020 р. Черемхівську сільську раду було ліквідовано, а село увійшло до складу Коршівської ОТГ. Черемхів є центром старостинського округу.
Згідно з Указом Президента України від 1 грудня 1999 року, в Черемхові було розпайовано землю спілки селян. Селянам видано 450 земельних сертифікатів. Середня частина земельного паю становить 1,68 га. На базі спілки селян було створено сільськогосподарський кооператив, який очолив Тарантюк М. В. Більше 50 селян утворили свої приватні господарства.

## Населення

### Мова
Розподіл населення за рідною мовою за даними перепису 2001 року:
| Мова       | Кількість | Відсоток |
| ---------- | --------- | -------- |
| українська | 1561      | 99.55%   |
| російська  | 6         | 0.38%    |
| румунська  | 1         | 0.07%    |
| Усього     | 1568      | 100%     |

## Церква
1992 р. було відкрито в селі церкву і прийнято рішення про будівництво нової, котре розпочалося наступного року.
Церква Святого Духа відкрита в 1996 р.
Протягом трьох років, під керівництвом Зданевича Володимира Миколайовича, було зведено прекрасну церкву Зіслання Святого Духа, яку з милості митрополита Галицького Андрія (Абрамчука) у співслужінні з 9 священиками було освячено в 1996 р.
Релігійна громада ПЦУ, Настоятель протоієрей Ігор Горіца.
Храмове свято: День Святої Тройці, Престольне свято: 22 грудня — Зачаття праведною Анною Пресвятої Богородиці.

## Розвиток спорту
У с. Черемхів активно розвиваються різні види спорту, зокрема футбол - постійно відбуваються футбольні матчі за участю місцевої команди ФК "Черемхів". Окремі місцеві юнаки мають помітні успіхи у цьому виді спорту. Зокрема Іван Дмитрук виступає за ФК "Прикарпаття-ЗСУ".

## Історико-архітектурна та етнографічна спадщина села

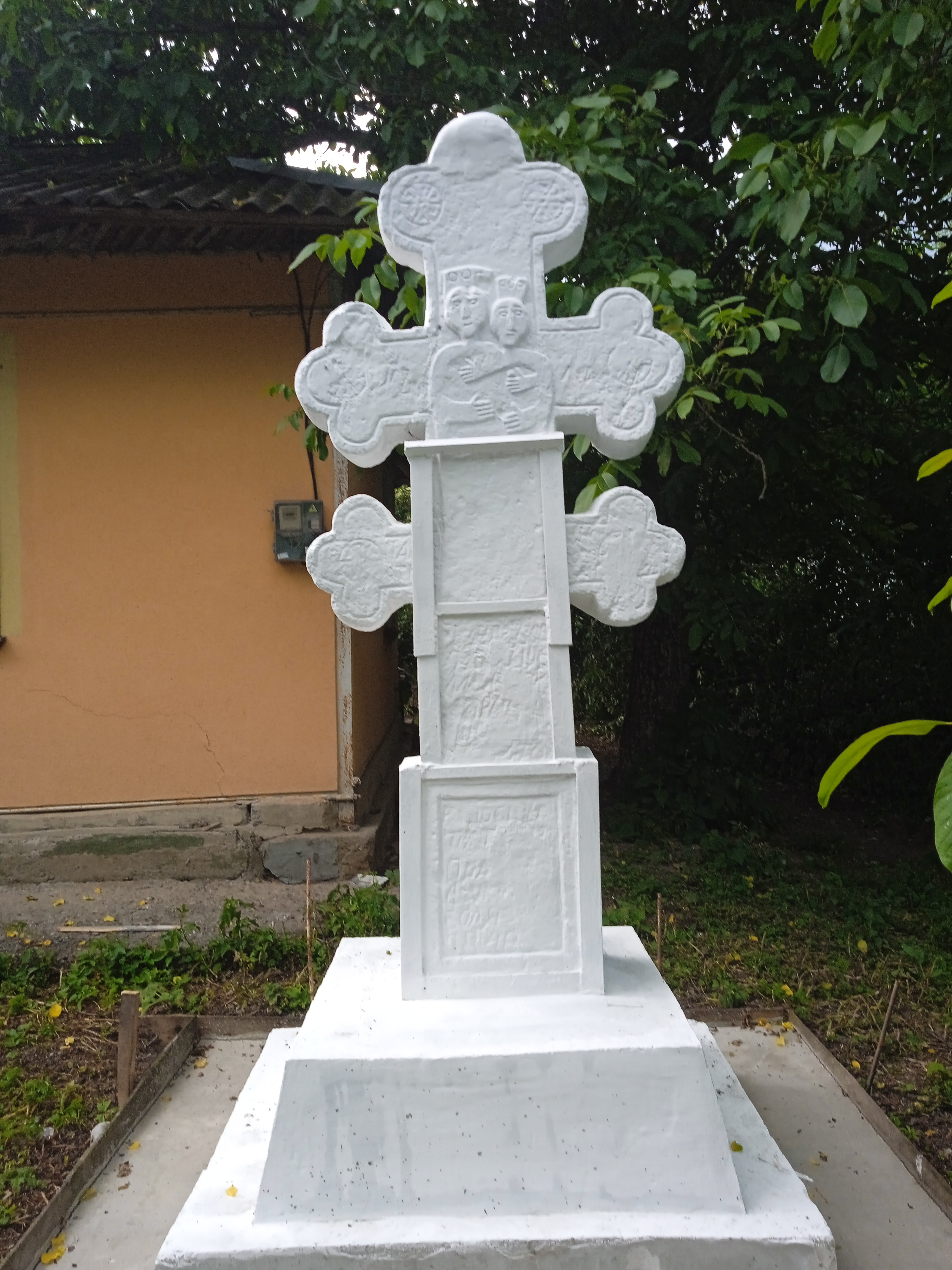
Пам'ятний хрест на честь скасування панщини 1848 р.

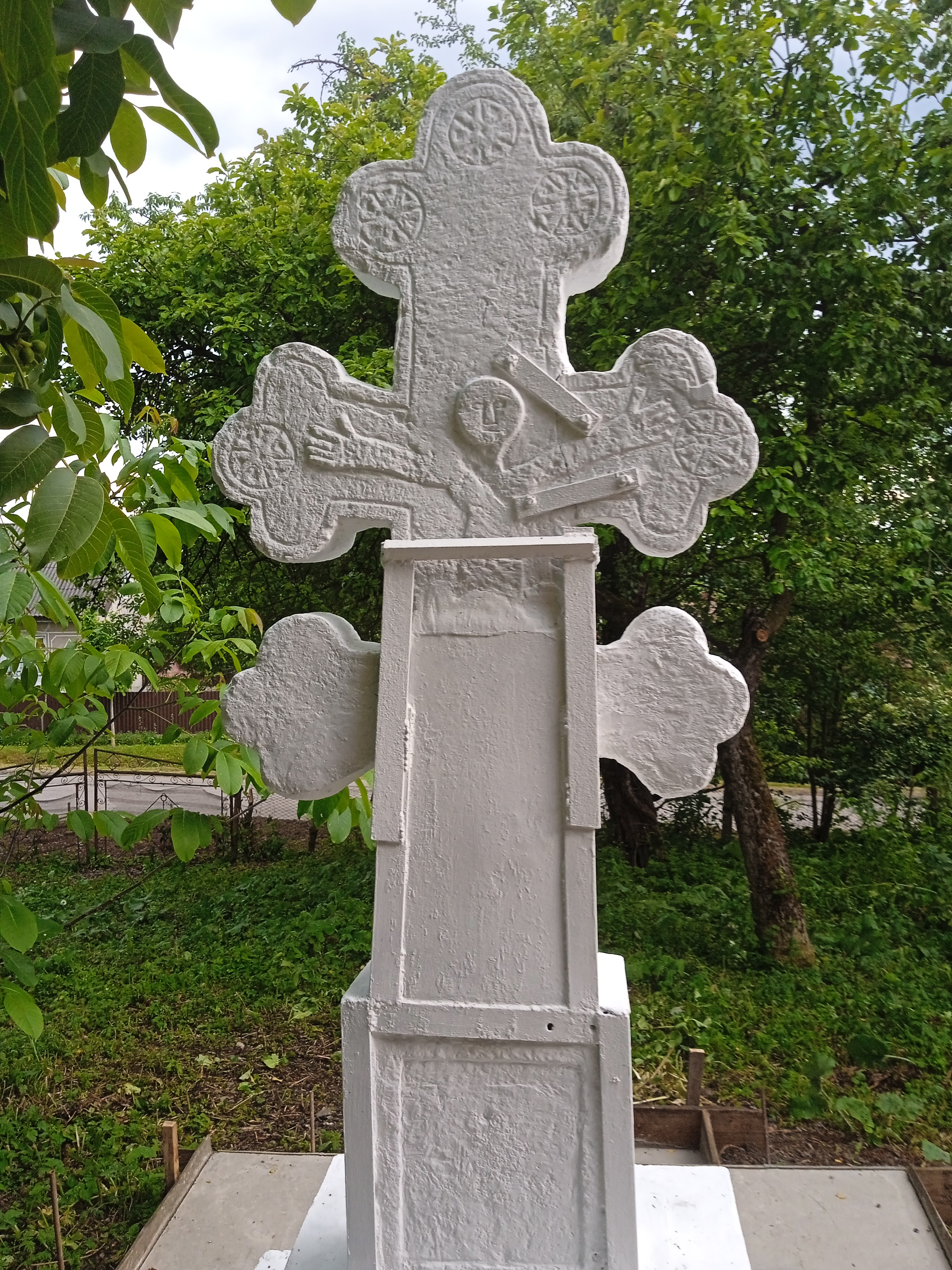
Пам'ятний хрест на честь скасування панщини 1848 р. (анфас)

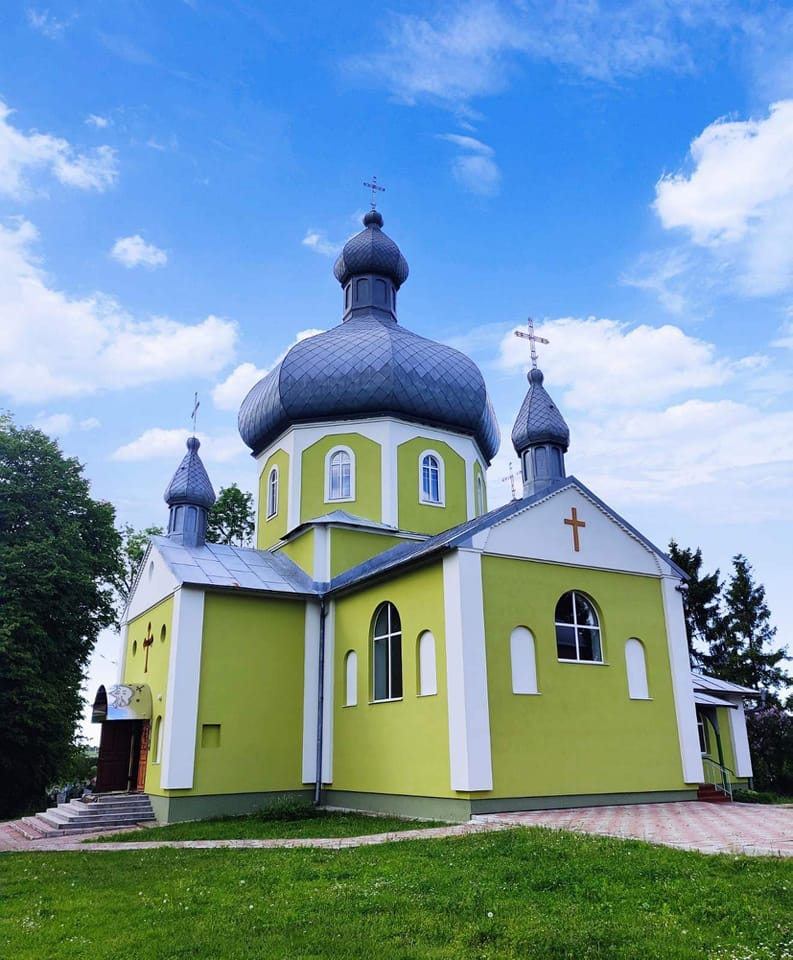
Церква в с. Черемхів

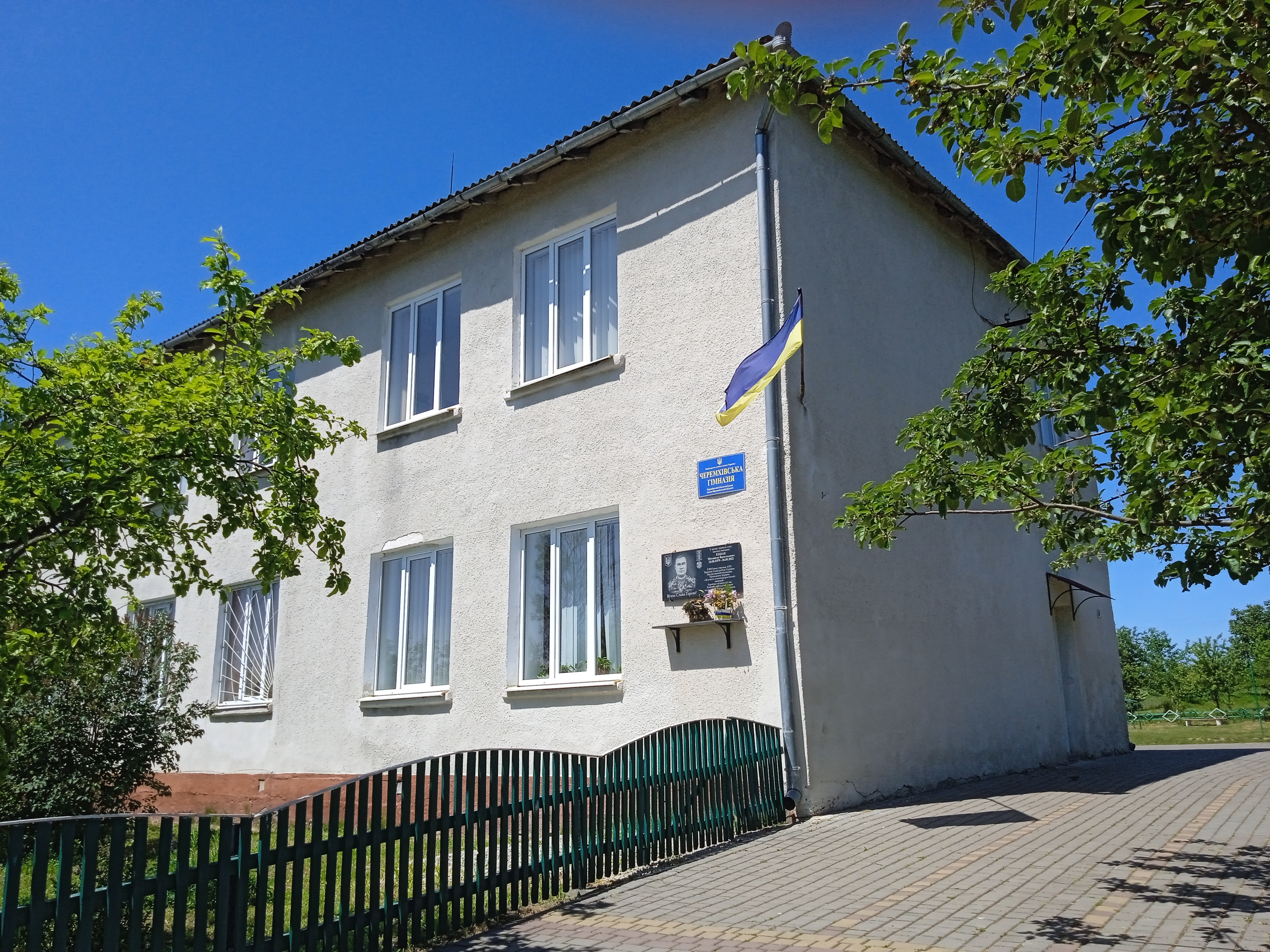
Гімназія с. Черемхів

Зберігся хрест-пам'ятник, встановлений на честь скасування панщини на цих землях у 1848 році.
В 1972 році встановлено меморіальну дошку на честь Героя Радянського Союзу Майборського Володимира Петровича.
В 1975 році перед приміщенням Сільської Ради встановлено пам'ятник Валерію Чкалову.
В 1983 році відкрито пам'ятник Невідомим героям з переліком прізвищ людей, які віддали своє життя на полі битви за Черемхів в 1944 році.
В 1985 р. на подвір'ї Степана Рабинюка по вул. Шевченка освячена дерев'яна капличка.
В 1996 році побудовано церкву.
В 1995 р. на лужку біля господарства Білінської Ганни освячена цегляна капличка.
В 1997 році відкрито символічну могилу «Борцям за волю України».
Капличку на хвалу Божу збудували Білінський Василь Дмитрович, Білінська Ганна Дмитрівна та Гришук Юлія Дмитрівна зі своєю сім'єю.
Черемхівський некрополь упродовж останніх століть знаходився на одному і тому ж місці — поблизу церкви. На кладовищі помітне місце займає Братська могила, в якій поховані вбиті 28 червня 1941 року в с. Гавриляк Тлумацького р-ну четверо молодих людей, уродженців села — Дмитрук Йосип Петрович, Кривачук Василь Михайлович, Савчук Степан Петрович та Сваричевський Микола Дмитрович.
Зберігся також родовий склеп сімейства Ліндея, мармурова статуя «Жінки, яка плаче» з майже знищеним написом польською мовою, ряд дерев'яних хрестів 30-х pp. XX ст., могила невідомого загиблого солдата.
Фольклор. Традиційні українські свята та обряди, побути та звичаї населення с. Черемхів в більшості випадків аналогічні з селами Коломийського району. Серед народних художних промислів переважає лозоплетіння; надзвичайно гармонійно показана місцева вишивка, з домінуючими та традиційними для України кольорами — червоним та чорним з невеликими вкрапленнями ниток зеленого та синього відтінків.
Велика увага надається виготовленню різноманітних речей з соломи (різдвяні павуки, іграшки тощо).
Певний прошарок майстрів займається силянням прикрас з бісеру, барвистих кораликів, намистинок. Деякі жителі села володіють секретами пошиття традиційного українського одягу.

## Післямова
Як бачимо, досить насиченою і багатостраждальною є історія невеликого села Черемхів, що на Коломийщині. На його теренах ще понад шість століть тому було започатковане поселення, котре отримало теперішню назву.
Дискусійним та мінливим в літературі було питання про першу письмову згадку цього населеного пункту. Останні дослідження підтвердили, що село згадується в джерелах в 1394 році, тобто наприкінці XIV століття.
Як засвідчують письмові свідчення, протягом наступних трьох століть, більша частина села потерпала від утисків та податкового тягару з боку польських феодалів. Нелегким було і наступне чужоземне панування — австро-угорське.
Ситуацію в Черемхові, як і в інших селах Галичини, полегшило скасування панщини 15 травня 1848 року. Помітну роль в прискоренні економічного і культурного життя села відіграло спорудження через нього у 1866 році залізничної магістралі Львів — Чернівці.
Важливий вплив на утверження вікових прагнень населення краю жити в незалежній українській державі, відіграла Листопадова 1918 року національно-демократична революція. Багато мешканців Черемхова влилось в лави УСС. Польську окупацію, яка тривала близько 20 років, змінила радянська. Розпочалися арешти членів ОУН, переслідування, розстріли.
Великою несподіванкою для мешканців Черемхова став початок Другої Світової війни. Трагічною була доля села в ці чотири роки, адже на його терені розгорнулися чи не найзапекліші бої на Прикарпатті. Ще й сьогодні війна нагадує про себе різноманітними знахідками та каліцтвами.
Лихоліття двох світових воєн змінилося масовими арештами членів УПА та еміграцією жителів села за кордон.
Поступово йшла відбудова зруйнованих приміщень, зведення нових, поширення освіти. І лишень, проголошення
24 серпня 1991 року Акту про державну незалежність України, дозволило селу скинути з його плечей більшовицьке ярмо, котре гальмувало соціокультурний розвиток Черемхова.
На закінчення, хотілося б звернутися до всіх читачів, передусім до черемхівчан, з проханням бути не байдужими до своїх коренів, до своєї минувшини: «Шановні черемхівчани! Записуйте давні перекази та інформацію від старших людей про минулі події, збираймо родинні архіви, укладаймо родоводи, плекаймо свої духовні надбання, бо саме це допоможе нам утвердитися у світовій спільноті, в колі цивілізованих народів як нації, про яку говоритимуть і писатимуть з повагою».

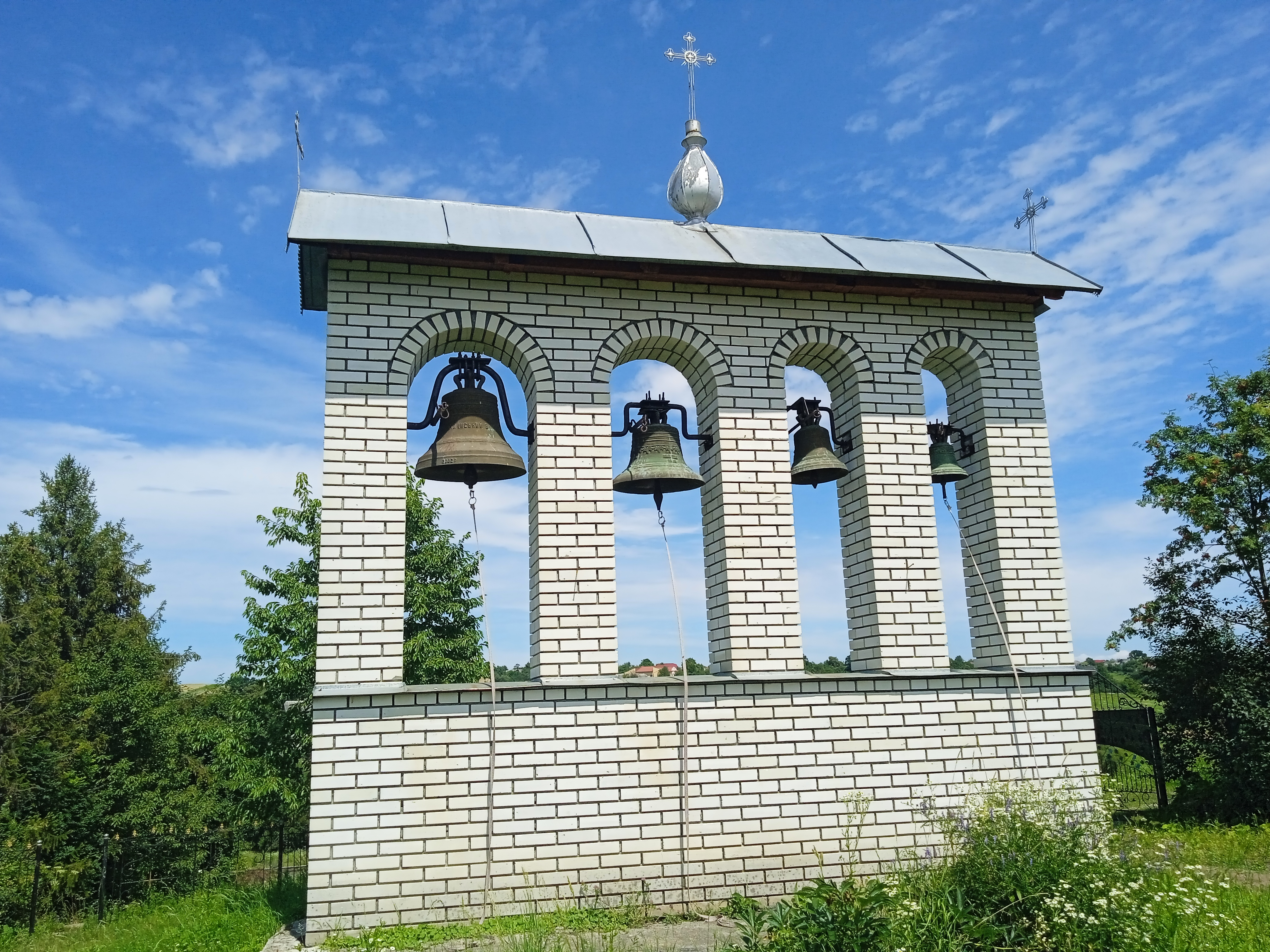
Дзвінниця (с. Черемхів)

## Культурні пам'ятки у с. Черемхів

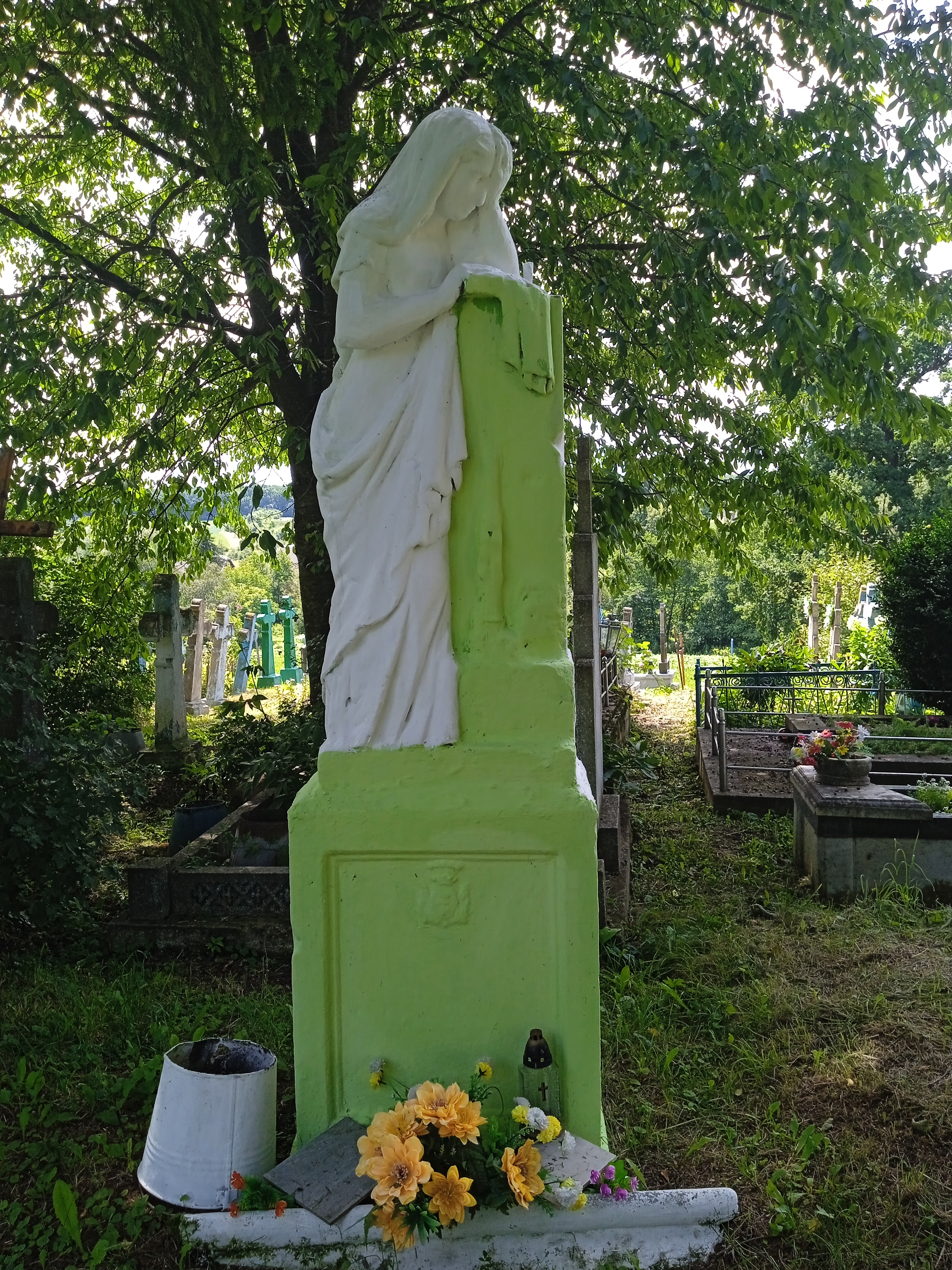
Скульптура святої на цвинтарі с. Черемхів

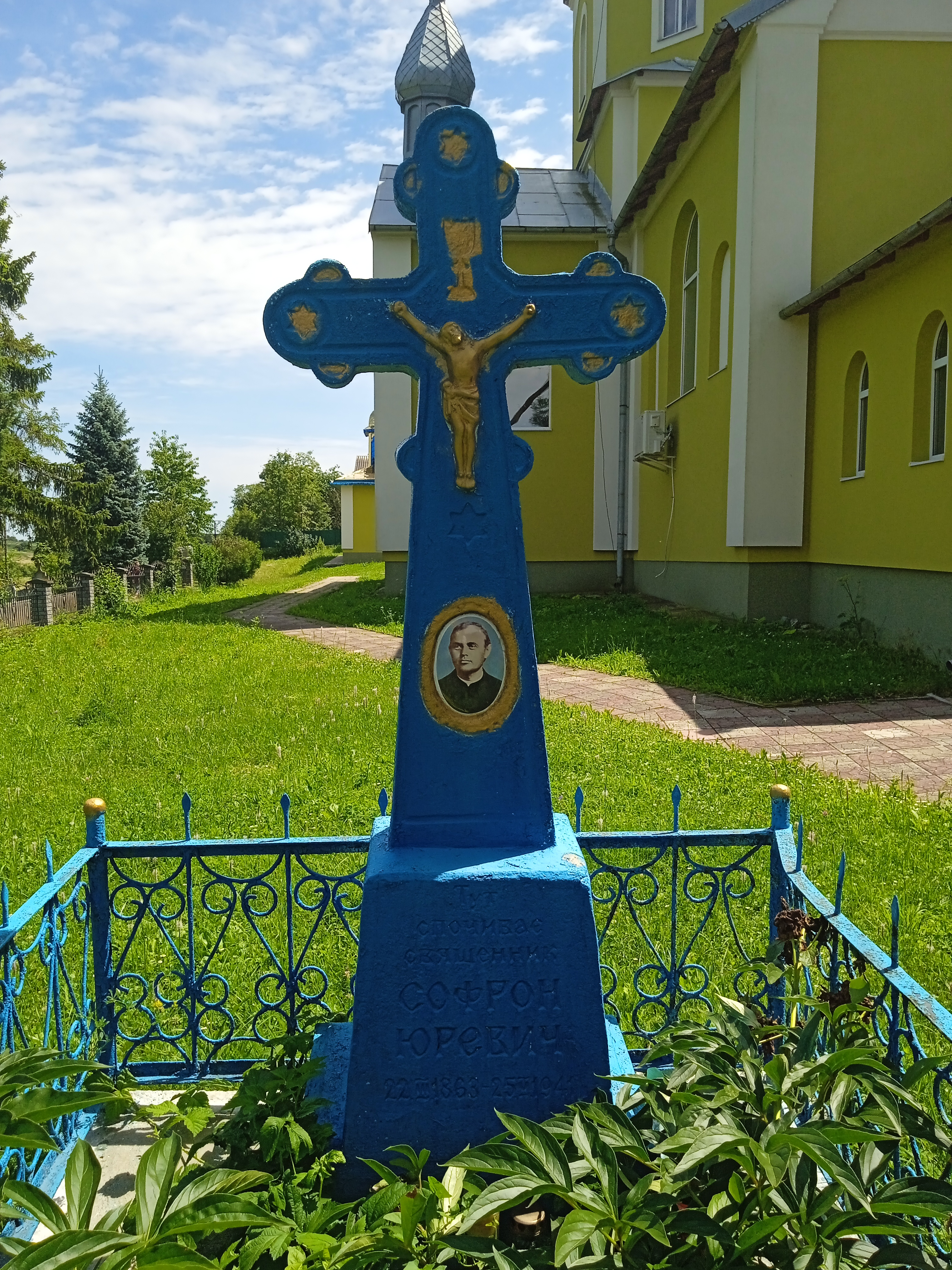
Могила греко-католицького священика Софрона Юревича (22.03.1863 - 25.06.1941)

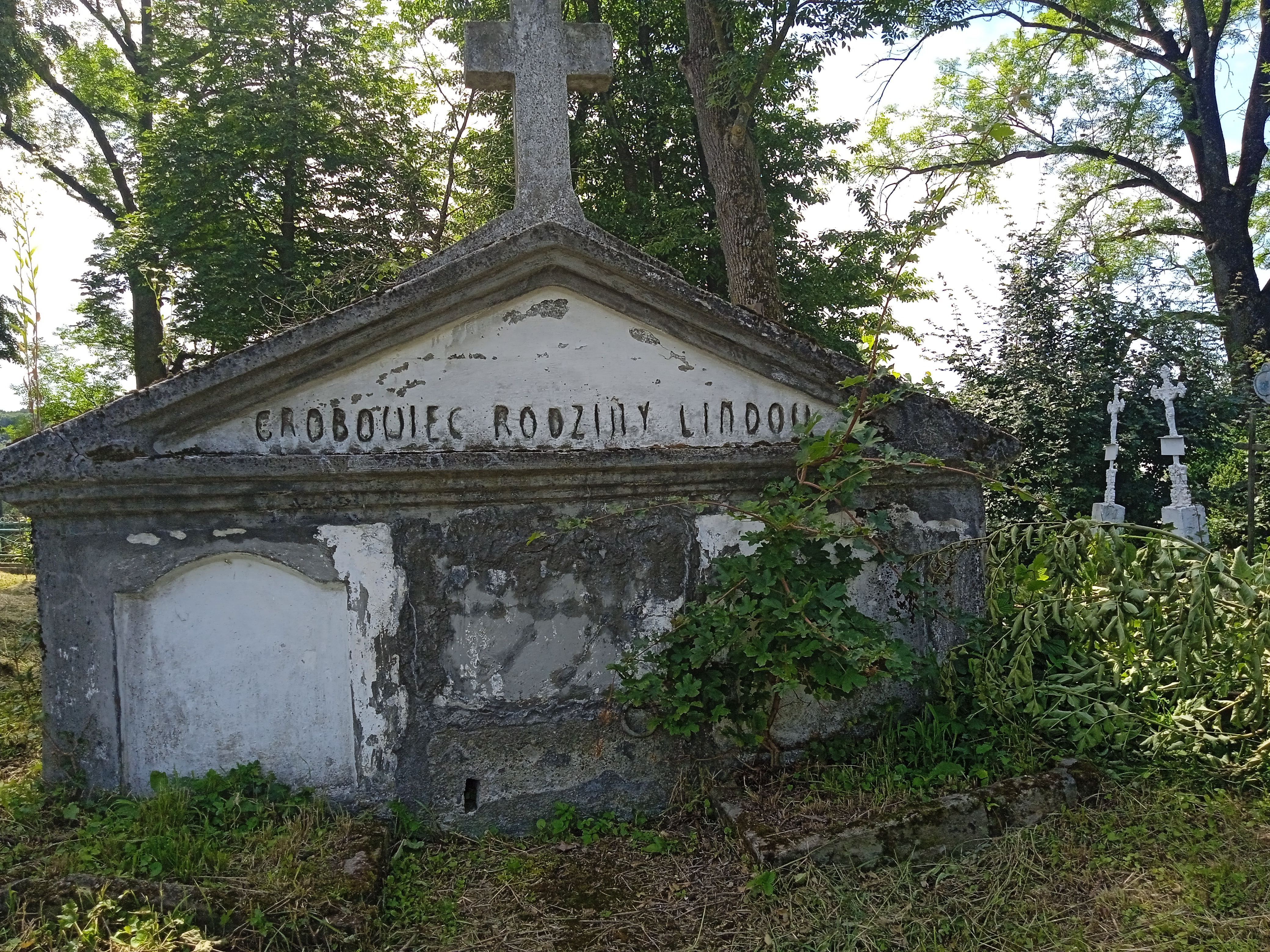
Фамільний гробівець родини Лінде (сучасний стан)

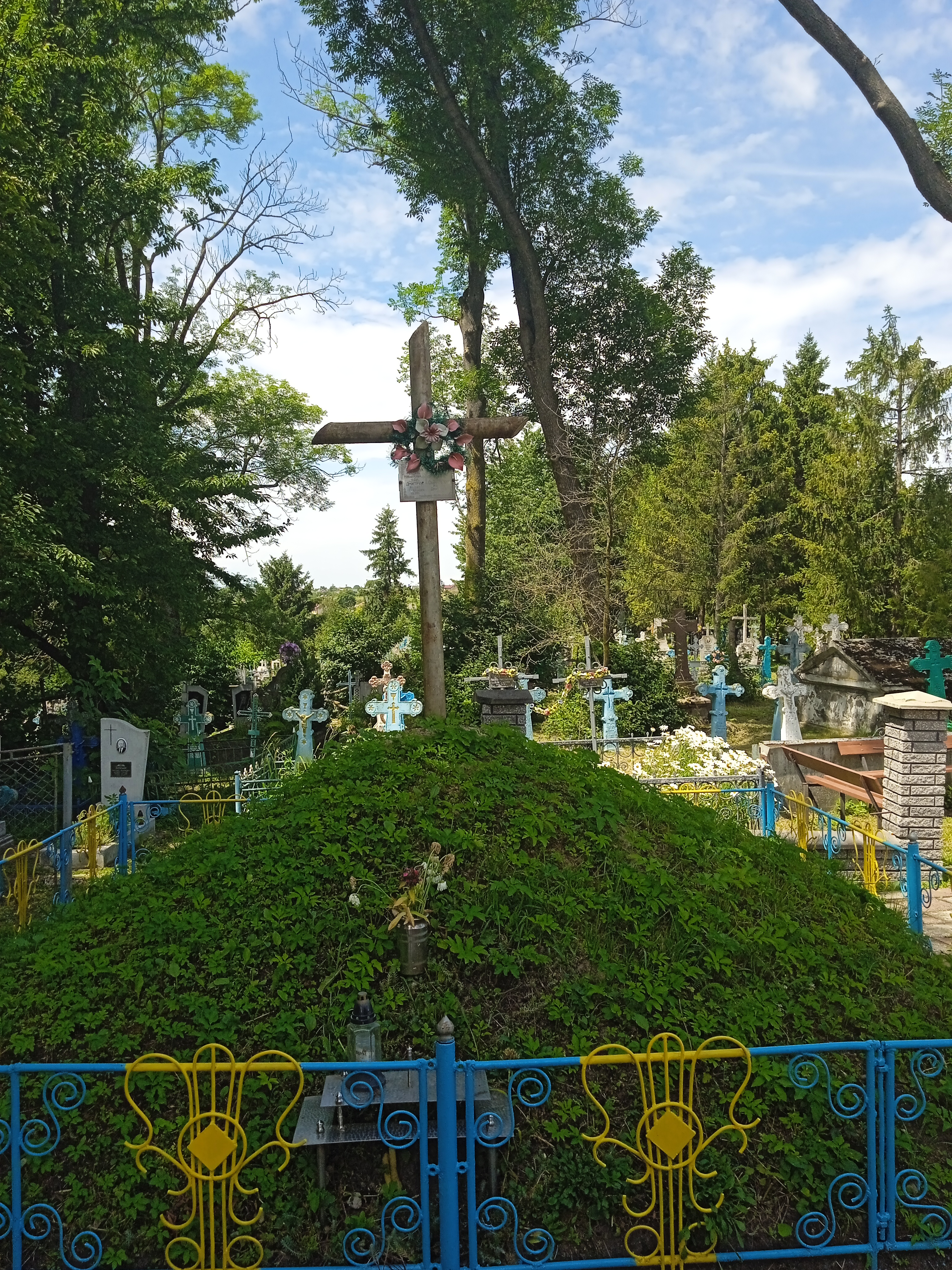
Братська могила 4 черемхівським юнакам, що загинули в червні 1941 р.

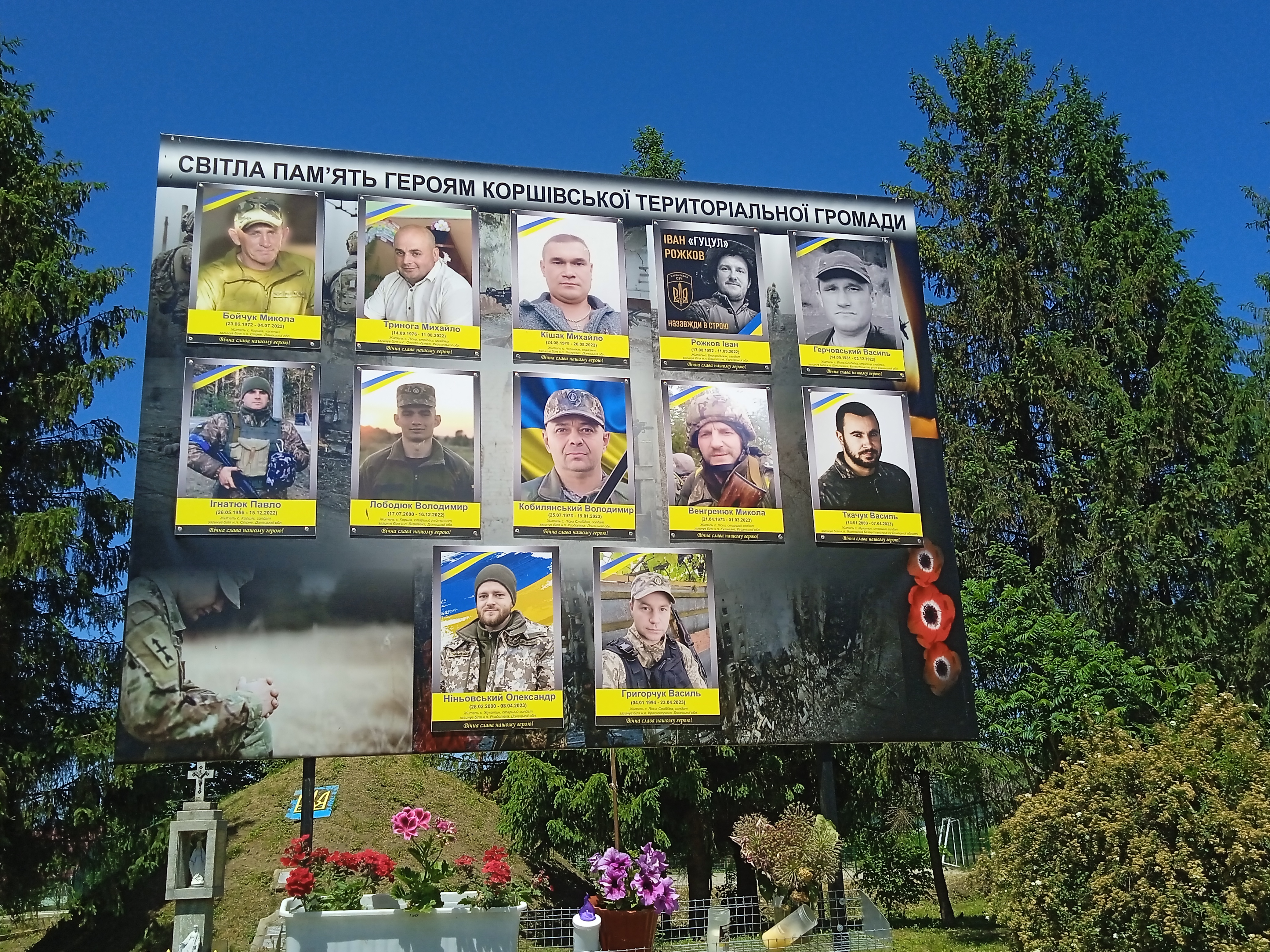
Мешканці Коршівської ОТГ, що загинули захищаючи Україну

## Черемхів на картах XVIII - ХХІ ст.

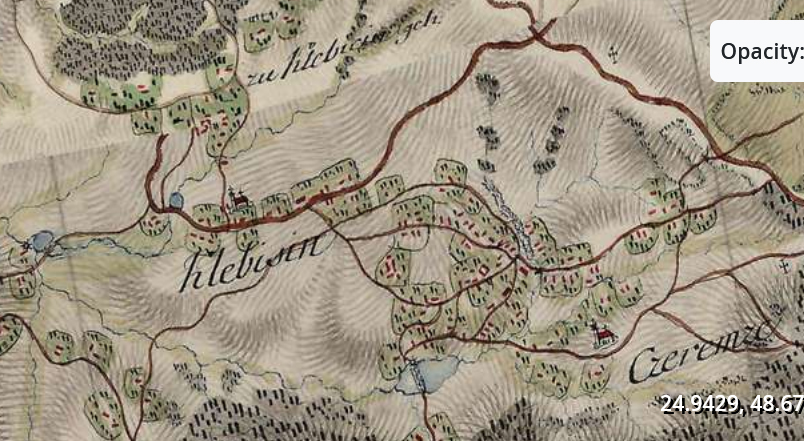
Черемхів на карті 1779 р

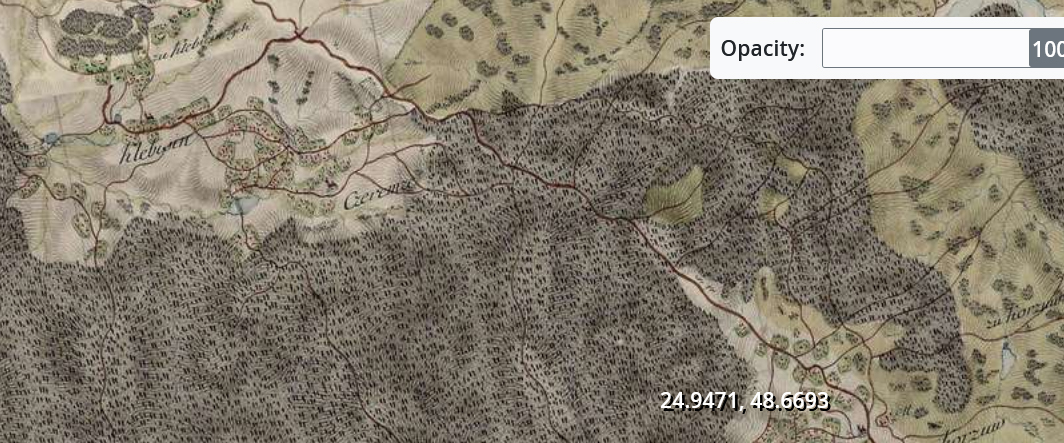
Черемхів на карті 1779 р

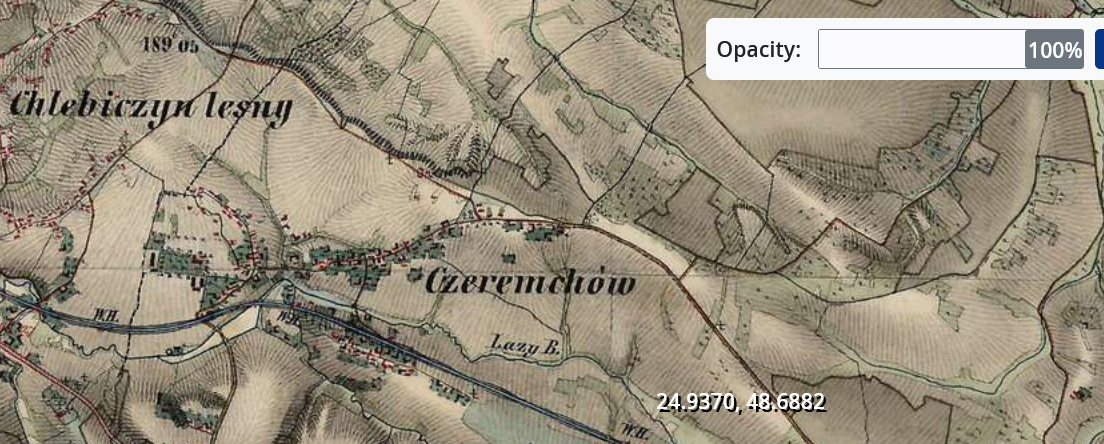
Черемхів на карті 1810-х рр.jpg

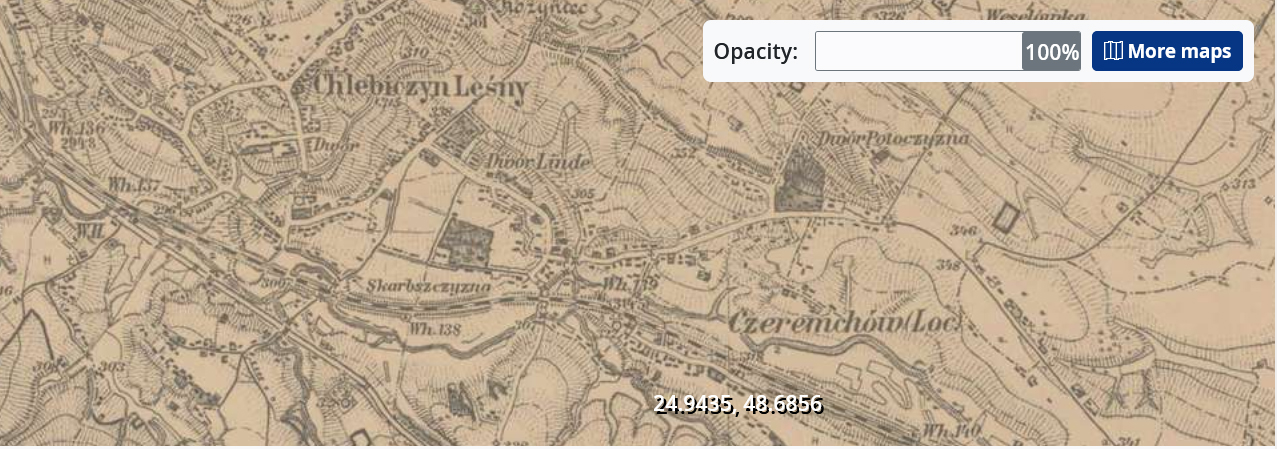
Черемхів на карті 1861 р.

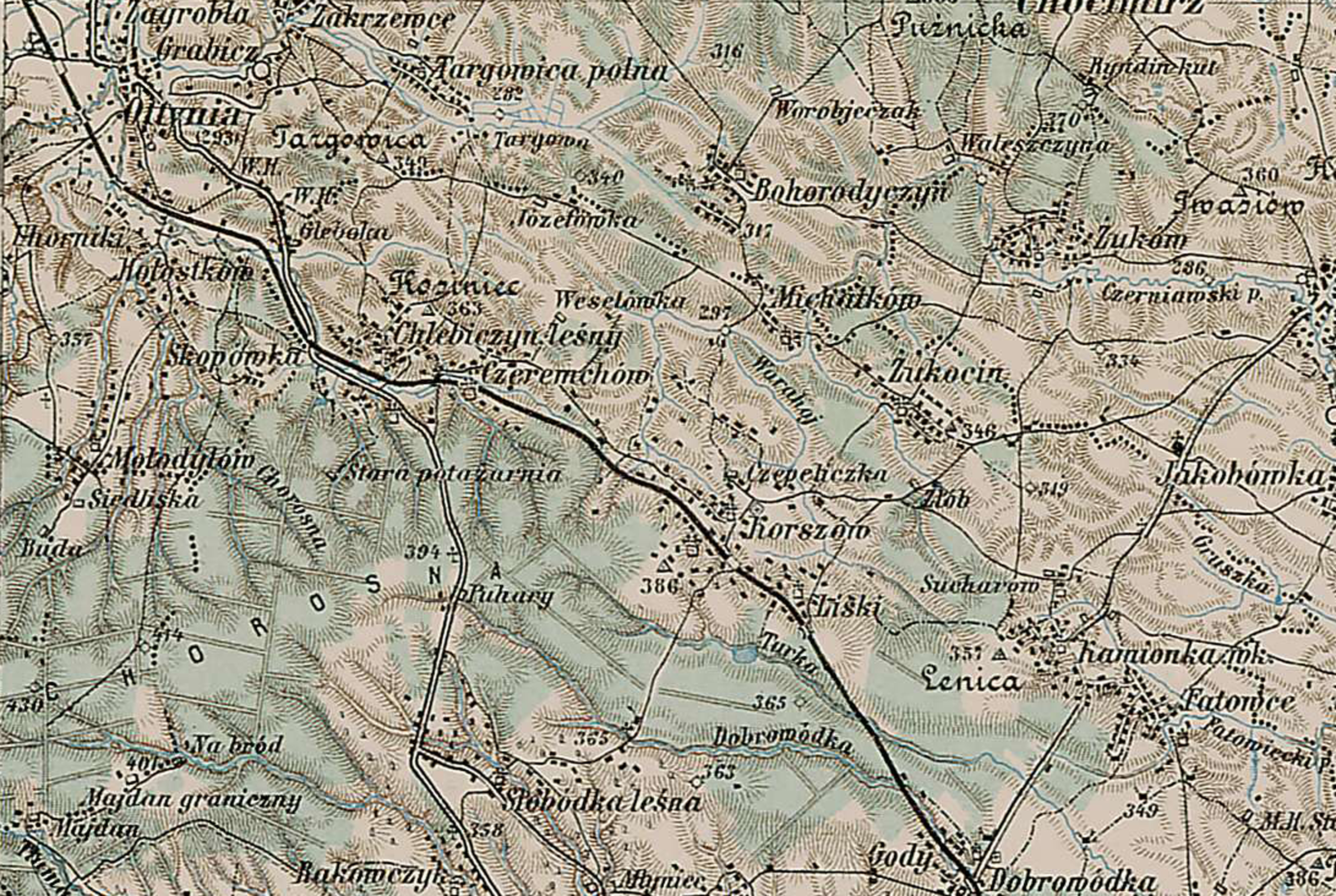
Черемхів на карті 1914 р.

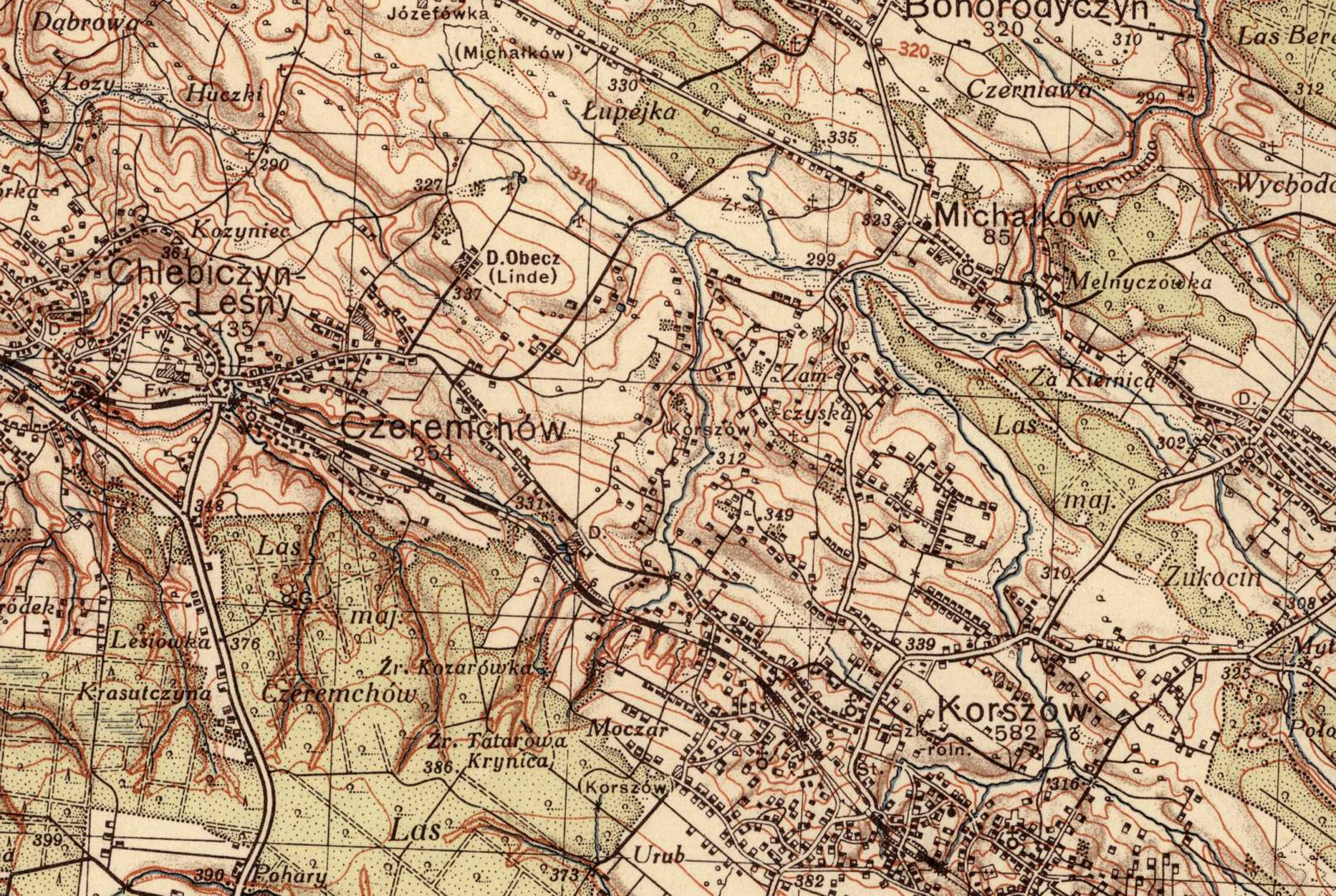
Черемхів на карті польського Генерального штабу 1933 р.

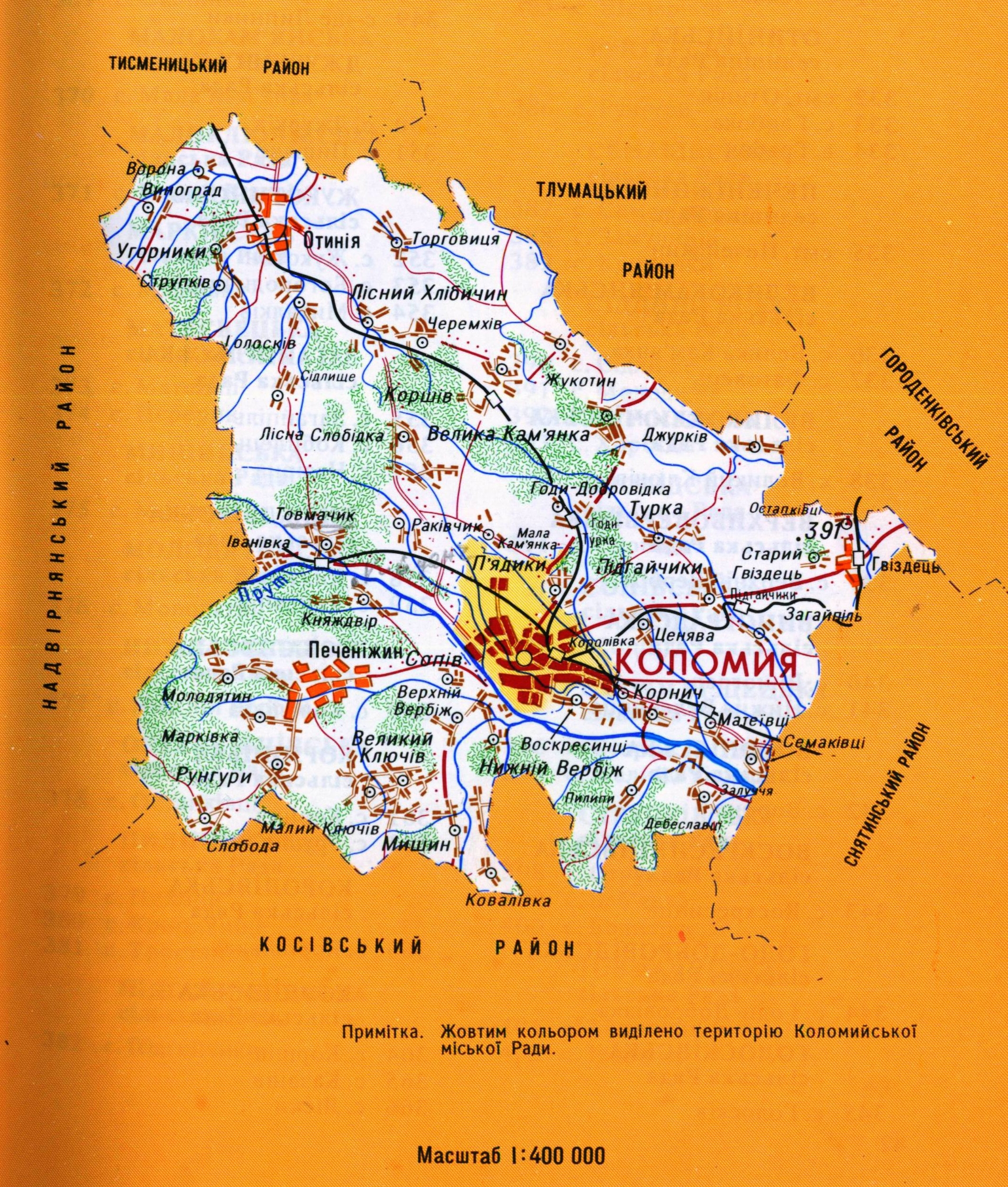
Черемхів на карті Коломийського району 1997 р.

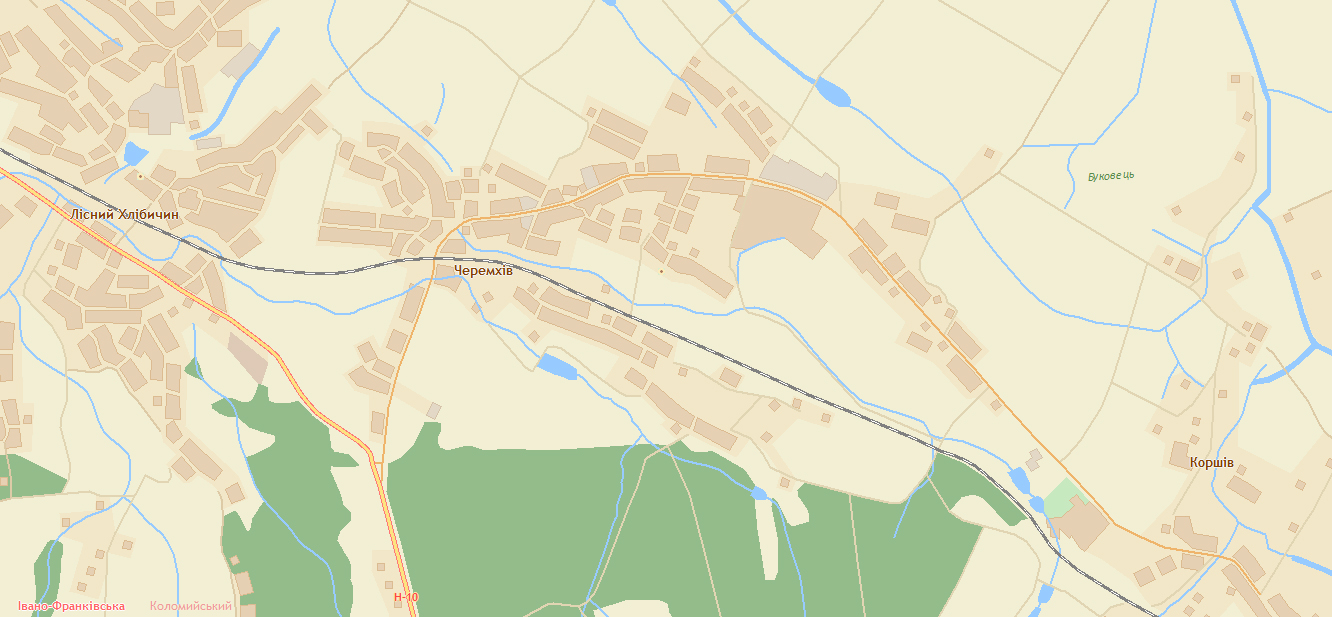
Черемхів на карті 2005 р.

## 21 сторіччя
На початку лютого 2015-го голова сільради Черемхова Михайло Паньків записався добровольцем до армії — війт першим зі свого села свідомо пішов до війська. Декілька жителів села стали  учасниками АТО та ООС, серед них є поранені і нагороджені державними нагородами.